# Corpurile Voluntarilor Români din Rusia
Corpurile Voluntarilor Români din Rusia au reprezentat două corpuri⁠(d) de voluntari recrutați din rândul prizonierilor de război austro-ungari de naționalitate română, organizate pe teritoriul rus în timpul Primului Război Mondial.
Sub această denumire se regăsesc 2 entități – separate temporal și geografic, precum și, în bună parte, din punct de vedere al scopurilor:
- Primul Corp de Voluntari: a avut sediul în Ucraina, la Darnița, a fost înființat ca efect al cooperării româno-ruse și a existat, practic, în perioada martie 1917 – ianuarie 1918. Scopul său declarat și îndeplinit a fost eminamente anticentralist și de sprijinire a luptei naționale, servind la constituirea unei rezerve de cadre disponibile pentru a fi încadrate unităților operative din Moldova. În total, acest corp a livrat Armatei Române, efectiv cu puțin peste 10.000 de voluntari.
- Al doilea Corp de Voluntari: a fost constituit în Siberia, ca efect al cooperării dintre români, francezi și cehoslovaci și a existat, practic, în perioada august 1918 - august 1920. A reprezentat, în fapt, un corp expediționar ale cărui misiuni au fost anticentraliste, de sprijinire indirectă a unității naționale române și de luptă împotriva regimului bolșevic rus. Fiind subiectul unei îndelungi retrageri prin luptă spre Extremul Orient rus și țărmul Oceanului Pacific, a avut sarcini grevate de necesități logistice și operaționale deosebite. Efectivul acestuia a variat între, aproximativ, 2.000 și 5.000 de militari.

În raport cu ceea ce s-a petrecut cu prizonierii etnici români proveniți din armata austro-ungară în alte zone geografice, unde au fost state situate de aceeași parte a baricadei, activitatea de mobilizare a voluntarilor români în Imperiul Rus a avut o amploare deosebită și a transmis un semnal puternic sub aspect politic. Acestui semnal i s-a alăturat și puternicul ecou avut de redactarea de către voluntari, în luna aprilie a anului 1917, a Declarației de la Darnița. Aceasta a fost cunoscută drept prima declarație de acest tip, care a adus în fața Marilor Puteri dorința poporului român de a trăi unit într-un singur stat, independent și suveran.
Regimul rezervat de autoritățile ruse prizonierilor etnici români a fost unul foarte greu și discriminatoriu și, deși inițiativa de organizare a prizonierilor români în unități de voluntari a premers intrarea României în război, cei care au susținut-o au fost tratați, la început, fie cu indiferență și neîncredere în Regatul României, fie cu ostilitate în Rusia Imperială. De abia în luna septembrie 1916, după ce lagărul de prizonieri de război de la Darnița a fost desemnat de STAVKA drept loc de concentrare a prizonierilor români, demersurile oficiale au căpătat consistență. Punerea în practică a acestora a întârziat până în luna februarie 1917, când a fost constituit, oficial, Corpul Voluntarilor Ardeleni-Bucovineni din Rusia. 
Deși recrutarea voluntarilor s-a bucurat de o atenție mai mare din partea Guvernului Român în anul 1917 – în contextul inițierii programului de refacere și completare al armatei, din cauza opoziției administrației ruse la eliberarea prizonierilor și a tărăgănării de către oficialii ruși a înrolărilor, abia în luna august 1917 a început înrolarea efectivă și sistematică a respectivilor prizonieri. În total, a fost trimis pentru a se încadra în armata română un efectiv care a depășit cu puțin 10.000 de oameni, posibilitățile de încadrare ale unui număr mai mare fiind, spre sfârșitul anului 1917, drastic limitate  de direcția în care a evoluat Revoluția Rusă. Deși câteva detașamente de voluntari au participat la luptele de pe Frontul din Moldova, constituirea unei mari unități operative a voluntarilor a întârziat până în punctul în care defecțiunea rusă a pus România în cvasiimposibilitatea de a-și mai putea fructifica efortul militar împotriva Puterilor Centrale. Astfel, Corpul Voluntarilor Români Ardeleni-Bucovineni, constitut cu baza la Hârlău, s-a rezumat la misiuni de pază și de menținere a ordinii periclitate de trupele Armatei Ruse – aflate în debandadă, precum și de curățare de structuri militare bolșevice a Basarabiei, după proclamarea independenței acesteia.
Succesiv Defecțiunii Ruse și înainte de ieșirea forțată a României din război, a existat o tentativă de transfer a Corpului de voluntari pe Frontul de Vest, contramandată după semnarea preliminariilor Păcii de la Buftea și succedată de demobilizarea voluntarilor și de integrarea dirijată a acestora în cadrul societății românești. În Rusia, însă, ca efect al ajungerii Partidului Bolșevic la cârma statului, situația prizonierilor români și a voluntarilor înrolați rămași pe teritoriul rusesc s-a înrăutățit semnificativ, cu atât mai mult cu cât Rusia bolșevică a ajuns în stare de război cu Regatul României. În marea lor majoritate, voluntarii care mai rămăseseră fie au trecut pe ascuns, dacă au putut, în România, fie au fost obligați să se retragă cât mai spre est din calea armatelor Puterilor Centrale, pentru a nu fi pedepsiți de către administrația austro-ungară ca „trădători”. Blocați pe teritoriul rus după Pacea de la Brest-Litovsk, în contextul campaniei Aliaților de susținere a partizanilor țarismului și a declanșării Războiului Civil, în perioada 1918-1921, aceștia din urmă au fost implicați, inevitabil, în problemele interne ale Rusiei.
Românii au fost, astfel, siliți să se reorganizeze pe teritoriul rus situat la est de munții Urali, sub forma unui al doilea corp de voluntari, organizarea fiindu-le sprijinită atât de către guvernul român, cât și de către Misiunea Militară Franceză din Rusia. Din cauza situației volatile și confuze, înființarea acestui al doilea corp a întârziat până în luna august 1918. Acesta luat ființă la Celeabinsk, dar a fost de la bun început dependent de Legiunea Cehoslovacă în privința înzestrării, a fondurilor și a furnizării de cadre cu pregătire militară superioară. Destinat, inițial, unor misiuni de pază și unor misiuni de sprijin ale frontului antibolșevic și anticentralist orientat spre vest, în cursul toamnei și iernii 1918 Corpul de Voluntari – cu un efectiv inițial de aproximativ 2.500  și, ulterior de aproximativ 5.000 de militari, și-a desăvârșit organizarea și și-a precizat misiunea (lupta pentru desăvârșirea idealului național român).
În noiembrie 1918, colonelul ceh Eduard Kadlec a fost numit la comanda celui de-al doilea Corp, pentru a suplini carențele de instruire militară și tehnică și pentru a finaliza organizarea și formarea militară a trupelor. Din cauza ordinelor venite din România de a se evita orice implicare militară care nu ar fi servit interesului național românesc, s-a declanșat un conflict de interese între conducerea superioară a Corpului – sprijinită de ofițerii francezi ai Misiunii, și de cei care răspundeau de respectiva unitate din partea Guvernului Român și din partea voluntarilor, în contextul în care primii intenționau să folosească trupele în lupta împotriva bolșevicilor. În acest timp, reorganizarea Corpului s-a efectuat în iarna 1918-1919 (atât conform unor criterii mai stricte, cât și în sensul unor aspirații care nu erau, neapărat, proprii voluntarilor înrolați), iar efectivul unității s-a diminuat, astfel, la aproximativ jumătate prin selecție sau prin plecări voluntare. Deoarece conflictul de interese a persistat până la începutul primăverii 1919, militarii unității au fost folosiți până atunci doar la activități de pază ale unor puncte strategice și de control al unor lagăre.
Un acord pentru recunoașterea dreptului României asupra Basarabiei, mediat de francezi între delegația condusă de Ion I. C. Brătianu la Conferința de Pace și guvernul amiralului Kolceak, a prevăzut ca Legiunea să intre sub ordinele Misiunii Militare Franceze din Siberia și să intre în lupta pentru apărarea căii ferate transsiberiene. Astfel, de la sfârșitul lunii mai 1919 până la începutul lunii februarie 1920, soldații români s-au implicat, cu succes, în luptele duse cu partizanii ruși în regiunea Irkutsk pentru ca legăturile cu frontul din Ural și aprovizionarea să nu fie afectate de aceștia. Fiind în timp obligați să se ralieze politicii trupelor cehoslovace de neintervenție, efectivele Legiunii au pornit în a doua jumătate a lunii ianuarie 1920 să se retragă, lent, spre est, într-un context dificil, determinat de dezvoltarea cu succes pe teren a ofensivei Armatei Roșii și de prăbușirea defensivei susținute de trupele Armatei Albe. Ajunsă din urmă și atacată de avangarda Armatei a V-a (bolșevică), Legiunea a susținut și a câștigat lupta defensivă de la Șeragul și Kuitun, în urma căreia s-a dezangajat de trupele urmăritoare. După câteva zile a intervenit un armistițiu între trupele cehoslovace și Armata a V-a bolșevică. Astfel românii s-au putut replia, în continuare, spre baza din Vladivostok, întârziați doar de necesitățile aprovizionării sau de problemele legate de folosirea cu prioritate a materialului rulant  de către trupele uneia sau alteia dintre națiunile implicate în conflictul siberian.
Repatrierea Legiunii, alături de cea a restului prizonierilor de război români din Siberia, a avut un caracter amplu și complex, implicând dificultăți de regrupare și deplasare a acestora, precum și de asigurare a finanțării operațiunilor. În acest scop, a fost trimisă de către Guvernul României o Comisie Militară, care a ajuns în estul Siberiei, în aprilie 1920. În luna mai a ajuns și Legiunea – aflată în ariergarda corpului expediționar, la Vladivostok. În lunile mai, iunie și august 3 eșaloane – primele 2 conținând majoritatea efectivului rămas (aproximativ 2.500 de militari ai Legiunii), au fost îmbarcate spre țară și au fost primite cu onoruri în România întregită. Până la încheierea sarcinii Misiunii, în august 1920, aceasta a reușit și conversia în bani a unei cantități semnificative de materiale de război ale unității și ale României, aflate în depozitele din Extremul Orient rus.
După reintrarea României în război, odată cu remobilizarea Corpului Voluntarilor, au fost chemați la arme și cei proveniți din prizonieratul rus care ajunseseră în țară. Parcursul tuturor în perioada interbelică a fost marcat de recunoașterea meritelor acestora, dar după intrarea trupelor sovietice în România spre sfârșitul celui de-Al Doilea Război Mondial, foștii voluntari au avut de suferit, pierzându-și gradele militare și îngroșând rândurile celor încarcerați în penitenciarele României comuniste.

## Terminologie
| - Corpul Voluntarilor Ardeleni-Bucovineni din Rusia: denumire a primului corp de voluntari, constituit în Ucraina în februarie-martie 1917. - Serviciul Voluntarilor de origine română din Rusia: Departament din Kiev cu atribuții organizatorice în raport cu primul Corp de Voluntari. - Biroul A. B.: Departament constituit în România pe lângă Marele Stat Major, în iunie 1917, cu atribuții de ținere a evidentei voluntarilor români proveniți din Armata Austro-Ungară înrolați, de primire a celor înrolați în Rusia și de recrutare. - Corpul Voluntarilor Români Ardeleni-Bucovineni: denumire a marii unități constituite în noiembrie 1917 pe teritoriul neocupat al României – la Hârlău, din cadre provenite atât din Corpul Voluntarilor Ardeleni-Bucovineni din Rusia, cât și din refugiații ardeleni aflați pe teritoriul românesc. | - Comitetul Național Român: comitet cu rol executiv și militar constituit la începutul lunii august 1918 la Celeabinsk, cu rol de organizare și coordonare a celui de-al doilea Corp de Voluntari - Legiunea Voluntarilor din Transilvania și Bucovina: denumirea celui de-al doilea corp de voluntari începând cu sfârșitul lunii ianuarie 1918. - Legiunea de Vânători Ardeleni și Bucovineni: nume final al Legiunii Voluntarilor din Transilvania și Bucovina, în ultima parte a periplului siberian. - Comisia Militară Română din Siberia: comisie mandatată de către Guvernul României în ianuarie 1920, pentru a urgenta repatrierea din Siberia a prizonierilor de origine română din Armata Austro-Ungară. |

## Cadru

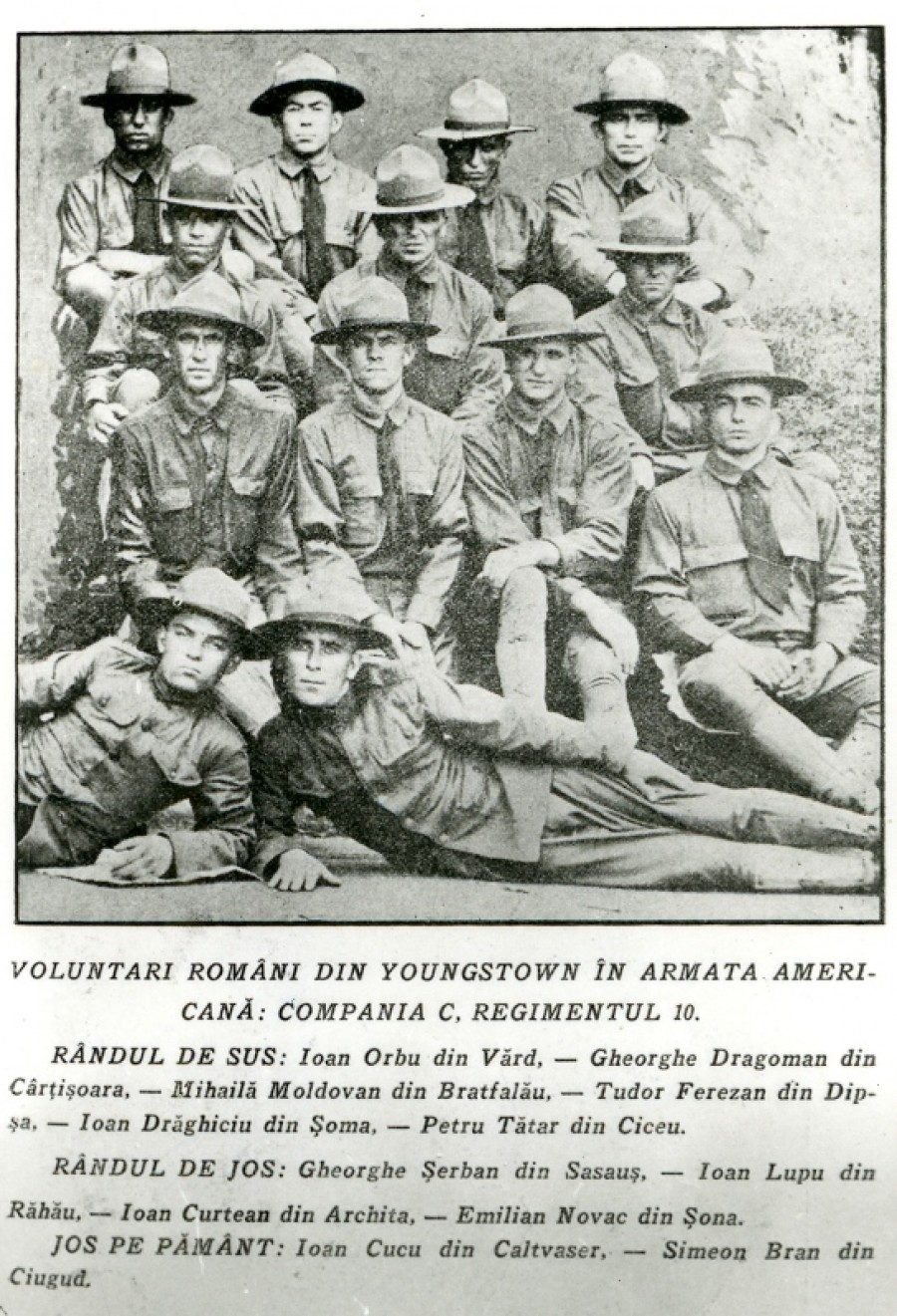
Voluntari români din în armata americană

În acea perioadă, fenomenul voluntariatului militar s-a regăsit în cadrul mai multor popoare, odată cu declanșarea războiului luând amploare formarea unor corpuri de militari voluntari și participarea acestora la acțiunile de luptă. Pe acest fundal, voluntariatul românesc a fost asemănător celui prezent în cadrul altor națiuni. În fapt, acest tip de voluntariat a fost o expresie a voinței politice și militare a unor forțe ale națiunilor discriminate – doritoare de a se implica sub această formă în cadrul trupelor propriei națiuni, sau prin dezertare și trecere la inamic – alături de trupele fostului adversar, în lupta împotriva armatelor în care se aflau concentrați membrii națiunilor dominante.
Apărute într-o perioadă nepropice statului român, aceste corpuri ale voluntarilor români din Ardeal, Banat și Bucovina au avut un rol foarte important în constituirea României Mari, acțiunile lor făcând cunoscută sub aspect politic, hotărârea voluntarilor de a lupta pentru eliberarea națională și unirea cu România. Atât trupelor de voluntari recrutate în Rusia, cât și celor preconizate să includă prizonierii din Franța și Italia precum și emigranții români din America le-a fost rezervat un rol deosebit, luându-se în considerare faptul că nimic nu ar fi putut influența mai puternic atitudinea Aliaților față de dorința popoarelor monarhiei austro-ungare, decât lupta acestora cu arma în mână împotriva fostei lor „patrii vitrege”.
În contextul situării în aceeași tabără militară, activitatea de mobilizare a voluntarilor în Imperiul Rus a avut aici o amploare deosebită. Aceasta s-a datorat atât faptului că aici s-a aflat majoritatea prizonierilor etnici români din Armata Austro-Ungară, cât și a vecinătății geografice propice unei încadrări mai rapide a celor înrolați în rândurile trupelor române.

### Prizonieratul românesc în Rusia imperială
În intervalul 1914-1918, aproximativ 500.000 de etnici români din Transilvania și Bucovina au fost încorporați în trupele Dublei Monarhii. Dintre aceștia, zeci de mii au căzut prizonieri pe frontul rusesc, mulți dintre aceștia fie de bunăvoie, fie datorită cursului nefavorabil al acțiunilor militare pentru monarhia bicefală. În total, astfel, au fost luați prizonieri de către trupele ruse aproximativ 120.000 de prizonieri din rândurile etnicilor români. Aceștia, ulterior, au fost răspândiți în peste 1.000 de lagăre aflate atât în partea europeană a Imperiului Rus, cât și în Siberia, în regiunea Omsk și gubernia Irkutsk⁠(d). Deoarece în proporție covârșitoare prizonierii etnici români erau la origine țărani, aceștia au fost repartizați mai ales în zonele agricole.
Lagărele de prizonieri de război rusești au fost, în mare parte, instalate în vechi cazărmi, pe câmpuri de concentrare sau în tabere de exerciții ale Armatei Imperiale Ruse. Deoarece mulți dintre marii proprietari ruși care au folosit ca mână de lucru prizonieri erau filogermani sau filoaustrieci (unii dintre ei având ascendență germană sau austriacă), supravegherea activităților lucrative pe domenii a fost, adesea, încredințată unor ofițeri aparținând popoarelor respective. Mai mult, comandanții lagărelor au păstrat organizarea militară austro-ungară a prizonierilor.
Regimul rezervat de autoritățile ruse etnicilor români prizonieri din armata austro-ungară a fost unul foarte greu. Muncile grele la care au fost supuși, alături de dorul de casă, hrana puțină – la limita supraviețuirii, gerurile iernilor rusești, abuzurile și discriminările, precum și bolile slab tratate din cauza lipsei cvasi-generale de medicamente au transformat prizonieratul acestora într-un calvar. Românii au ajuns, astfel, terorizați de austrieci și maghiari, deveniți stăpâni peste cele mai multe lagăre. Etnicii românii au ajuns să muncească 18-20 de ore zilnic și să fie plătiți cu 20-25 de copeici pe zi și cu 2 cămăși pe an. Hrana lor a fost, aproape invariabil, constituită din pâine ca gunoiul, grâu fiert[A]  – negru și murdar, de multe ori amestecat cu nisip și ciorbă asemănătoare lăturilor, în care colcăiau gândacii. La Berezovka se putea comunica cu autoritățile ruse numai prin intermediul unui maior austriac. La Celiabinsk cel mai rău bătuți au fost românii, iar prizonierii slavi și români au făcut cele mai grele munci, în timp ce prizonierii maghiari și austrieci au fost protejați de autorități. Ca efect al precarelor condiții umane și sanitare, acești prizonieri de etnie română arătau foarte slăbiți. Discriminarea a mers până într-atât încât reprezentanții Crucii Roșii au dat ajutoare românilor numai dacă aceștia s-au declarat maghiari, deoarece respectivele ajutoare au fost împărțite numai ungurilor, germanilor și polonezilor.
Posibilitățile financiare, atât ale prizonierilor (fie ei simpli soldați, subofițeri sau ofițeri), cât și ale celor care s-au angajat ulterior ca voluntari, au fost extrem de reduse. Acestea s-au limitat la micile solde plătite conform normelor de drept internațional de autoritățile ruse, solde care abia dacă ajungeau pentru asigurarea existenței. Chiar și în condițiile deschiderii în luna octombrie 1917 a unei subscripții publice pentru constituirea unui fond de ajutorare al prizonierilor români din Rusia, bolnavi sau invalizi de război – inapți de a-și asigura traiul prin muncă, precum și a inițierii unor donații private în bani făcute de către persoane sau asociații filantropice, cerințele financiare au putut fi acoperite doar într-o foarte mică proporție.

### Perioada de neutralitate a României

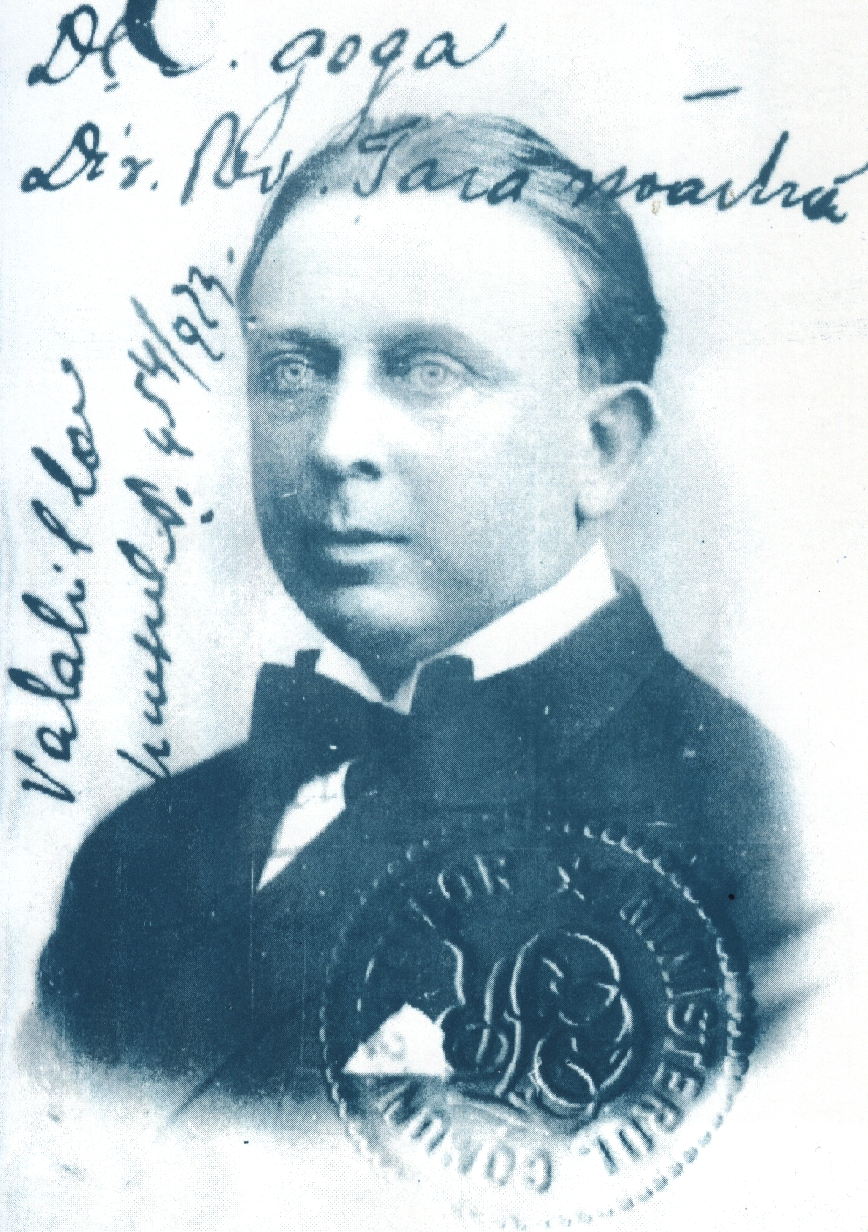
„Tribunul Ardealului”, scriitorul și politicianul naționalist Octavian Goga

La declanșarea Marelui Război, mulți dintre politicienii, scriitorii, publiciștii și profesorii din Transilvania au mers pe drumul refugiului în Vechiul Regat, cu scopul de a organiza de aici lupta pentru eliberarea Transilvaniei. În fruntea lor s-au aflat vechiul memorandist Vasile Lucaciu și poetul Octavian Goga. Dată fiind închiderea graniței României cu Rusia pe perioada neutralității, imigrația ardelenească din Regat nu s-a putut interesa de soarta prizonierilor transilvăneni, considerați de statul român drept o problemă internă a Austro-Ungariei.
Inițiativa de organizare a prizonierilor români în unități de voluntari a premers intrarea României în război, apărând încă de la începutul conflictului mondial, deoarece mulți dintre prizonieri au dorit să se alăture efortului militar de distrugere a Imperiului Dualist. Cu predilecție, această inițiativă s-a datorat intelectualilor aflați printre captivi și refugiaților transilvăneni din Regat, cu susținerea grupărilor proantantiste din țară.   În condițiile neutralității României, această acțiune nu a avut sorți de reușită, dar a constituit un mesaj politic cu impact semnificativ pentru susținătorii participării Armatei Române la efortul de război. Conform celor scrise de ziarele rusești din epocă, simpla știre a intrării regatului României în război a făcut ca 40 000 dintre prizonieri să solicite înrolarea în trupele române, dar cererea acestora a fost respinsă de către autoritățile țariste. Mai mult, cei care au insistat în continuare, cerând eliberarea și înrolarea în Armata Română, au avut de suferit.
În România anilor neutralității, atitudinea oficialităților centrale față de preocupările de organizare a prizonierilor ardeleni și bucovineni a fost de totală indiferență. Mai mult, reprezentanți oficiali români din cadrul consulatelor de la Moscova și Odesa și cei ai Legației de la Petrograd, au refuzat să discute cu prizonierii români care au venit să vorbească personal[B]. De asemenea, la ordinul ministrului plenipotențiar Diamandy, nu au răspuns scrisorilor venite de la prizonierii români din lagăre.

## Primul corp de voluntari

### Context
În prima fază, autoritățile politice și militare din Regat au tratat cu indiferență și neîncredere inițiativa unor intelectuali ardeleni și bucovineni din Rusia, de a fi organizate unități de voluntari dintre prizonieri. Contrar poziției afișate de autorități, demersul a fost sprijinit de cei aflați în refugiu în România. Mulți dintre voluntari au considerat, însă, atitudinea autorităților jignitoare, iar pe alocuri ea s-a dovedit a fi demobilizatoare. Aceasta s-a întâmplat atât datorită ignorării de către conducătorii militari a faptului că, potențial, voluntarii puteau completa rândurile Armatei Române cu câteva zeci de mii de soldați având experiența a 2-3 ani de război, cât și din cauza lipsei de înțelegere la adevărata valoare a semnificației politice a voluntariatului – care reprezenta însăși contestarea Dublei Monarhi de către cetățenii ei. Nu numai devotamentul ardelenilor și bucovinenilor față de România a fost contestat, ci a existat și suspiciunea unora precum că soluția voluntariatului a fost aleasă de către prizonierii din Rusia doar pentru a scăpa din captivitate sau pentru a facilita pătrunderea propagandei și a spionajului țărilor inamice în tabăra română. Atitudinea s-a schimbat doar după șocul campaniei dezastruoase din 1916, odată cu declanșarea activității de refacere a Armatei Române.
Conștienți de faptul că nu toți prizonierii vor putea fi primiți în rândurile Armatei Române, unii dintre aceștia și-au exprimat dorința de a contribui prin donații la efortul de război. Mulți alții dintre prizonieri au evitat, până la urmă, înrolarea, fie din cauza faptului că au împărtășit alte convingeri, fie temerii pentru familiile lor rămase acasă[C], fie incapacității fizice sau invalidității. Insuccesele trupelor române din anul 1916 au avut, de asemenea, o influență demoralizatoare. La modul global, aprecierile din acea vreme făcute de foștii voluntari precum și documentele păstrate, au conturat, totuși, concluzia că numărul celor care ar fi putut fi aduși în țară pentru a fi încadrați în armată ar fi depășit 50.000, număr aproximativ echivalent cu efectivele a patru divizii de infanterie.
În mod ciudat, după intrarea României în război, granița de pe Prut cu Imperiul Țarist a fost închisă ermetic de ruși, astfel că voluntarii au pierdut contactul cu Regatul, contact care fusese stabilit în anii de neutralitate.

### Începutul
Deoarece guvernul țarist avea nevoie de mână de lucru pe marile moșii și în fabrici, a privit cu rezervă eliberarea prizonierilor și s-a împotrivit acesteia. La manifestarea rezervei politicii guvernului rus a contribuit, în bună măsură, și lipsa de simpatie pentru o acțiune care nu ar fi corespuns scopurilor politice postbelice, întrucât existența unui stat român puternic (rezultat din unirea provinciilor locuite de români) putea constitui o piedică în calea planurilor ruse de expansiune spre Peninsula Balcanică și Europa Centrală.
Totuși, în octombrie 1916, la insistențele guvernului român, guvernul țarist a acceptat să permită trecerea în Regat a 15.000 de prizonieri etnici români, în schimbul a 15.000 de prizonieri germani și austrieci. În urma unor circulare date de comandamentul rus, ofițerilor, subofițerilor și intelectualilor cu grade inferioare aflați în lagăre (nu și simplilor soldați), li s-a permis încadrarea în Armata Română. Lagărul de prizonieri de război de la Darnița[D] a fost desemnat de STAVKA[E], la data de 1/13 septembrie 1916, ca loc de concentrare a prizonierilor care au dorit să se înroleze ca voluntari în Armata Română[F]. În aceeași zi, fruntașii ardeleni Vasile Lucaciu, Octavian Goga și Octavian C. Tăslăuanu, au înaintat Consiliului de Miniștri din capitala României, un memoriu în care au solicitat Guvernului Român să se implice în activitatea de concentrare și înrolare a prizonierilor etnici români. Conform calculului realizat de aceștia, resursele umane care puteau veni în ajutorul trupelor române cuprindeau un număr de 115.000 de potențiali voluntari, din care 100.000 se aflau prizonieri în Rusia și 15.000 ca refugiați în Regatul României.

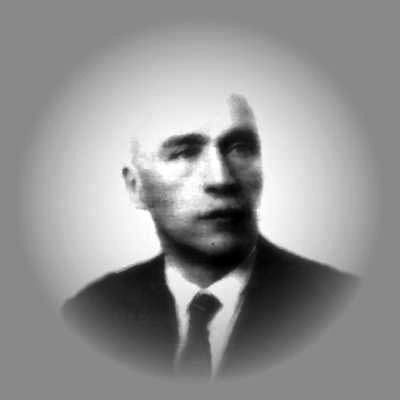
Victor Deleu

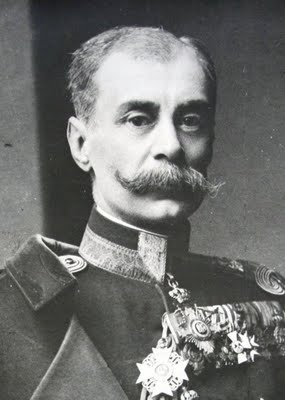
Generalul Constantin Coandă, reprezentantul Marelui Cartier General Român pe lângă STAVKA

Activitatea de concentrare a prizonierilor a început în a doua jumătate a lunii noiembrie 1916, astfel că la sfârșitul lunii decembrie erau deja adunați la Darnița 220 de ofițeri și 1.200 de intelectuali cu grade inferioare. Un Comitet cu atribuții executive al românilor refugiați din Austro-Ungaria s-a constituit în ziua de 7 ianuarie 1917[G]. Acesta a fost format din Dr. Victor Deleu (prim-senior), Vasile Chiroiu, Ioan Vescan, Octavian Vasu, Emanoil Isopescul și Valeriu Milovan și avea misiunea de a organiza cazarea și aprovizionarea. Alături de aceștia, activitatea de conducere a mai fost sprijinită și de către dr. Pompiliu Nistor și de Emil Isopescu. Ca efect, situația alimentară și locativă a prizonierilor s-a ameliorat. Comitetul s-a preocupat și de întemeierea unui ziar românesc care să exprime punctul de vedere al acestuia, dar cenzura rusă a zădărnicit această acțiune, limitată, ulterior, numai la apariția unei reviste litografiate intitulată „Gura Satului”. A fost întemeiată o orchestră instrumentală și un cor bisericesc și s-au pus bazele unei societăți culturale. În urma măsurilor întreprinse, lagărul de la Darnița s-a transformat într-o adevărată școală a patriotismului militant și a spiritului de sacrificiu.  În paralel, voluntarii au stabilit și legături cu studenții basarabeni de la universitățile din Kiev și Odesa.
Dat fiind că activitatea de înrolare a fost, în continuare, tărăgănată de guvernul țarist, a fost trimis, la 21 decembrie, Legației române de la Petrograd, un memoriu prin care s-a cerut să se insiste, pe cale diplomatică, pentru urgentarea acestei activități. Răspunsul dat pe 11 ianuarie a confirmat că eforturile de rezolvare a situației erau în curs. La 12 ianuarie[H] , pentru a obține informații în ceea ce privește moralul și starea de spirit a voluntarilor, a sosit la Darnița, în calitate de trimis al Marelui Cartier General Român, locotenent-colonelul Gh. Constantin Pietraru. Tot acesta i-a informat, în data de 1 februarie, că, în principiu, urmează să fie înființat un Corp al Voluntarilor Ardeleni și Bucovineni condus de generalul Constantin Coandă. Corpul ar fi urmat să-l aibă ca șef de Stat-Major⁠(d) pe același locotenent-colonel Gh. C-tin Pietraru, împuternicit cu activitatea de organizare.
Organizarea practică a respectivului corp a început pe 23 februarie, când locotenent-colonelul Gheorghe C-tin Pietraru a primit, pentru a ușura recrutarea, împuternicire de la Marele Cartier General Român pentru a organiza un Serviciu român de recrutare a voluntarilor. În aceeași zi, Ministerul de Război al României a emis ordinul nr. 1191, prin care s-a constituit Corpul Voluntarilor Ardeleni-Bucovineni din Rusia.
Ulterior,  s-a desfășurat  o luptă cu birocrația autorităților rusești acestea înțelegând să elibereze, inițial, numai 5.000 de prizonieri, față de cei 15.000 promiși anterior, iar cei eliberați urmau să provină numai din circumscripția militară a Moscovei.

### În Rusia între Revoluția din februarie și cea din octombrie

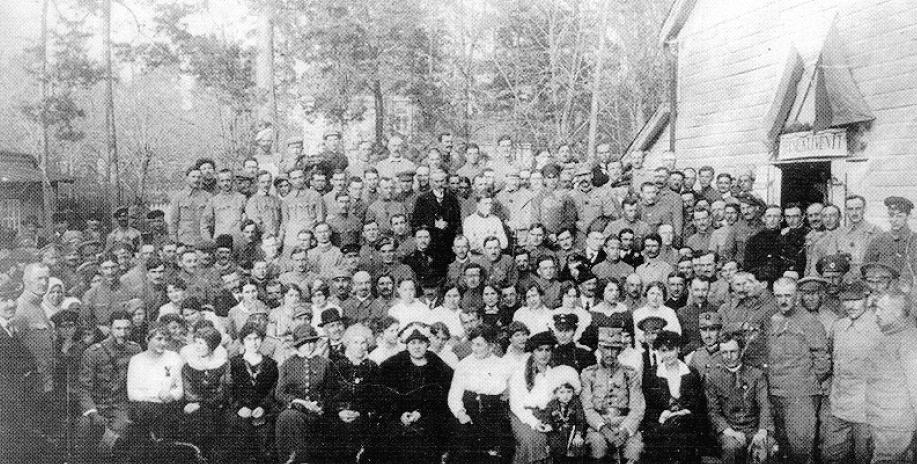
Soldați români la Darnița, 1917

Recrutarea voluntarilor s-a bucurat de atenție mai mare din partea Guvernului Român în anul 1917, în contextul inițierii programului de refacere și completare al armatei. Ca model, pentru românii aflați în Rusia, Legiunea Cehoslovacă a fost permanent un punct de reper, aceștia încercând să se organizeze după tiparul ei și să lupte apoi pentru cauze comune, cum ar fi destrămarea Imperiului Austro-Ungar și formarea propriilor state naționale.

#### Piedicile
Încă din primăvara anului 1917, prizonierii români internați în lagărele rusești și-au exprimat, liber și deschis, dorința de se înrola pentru a lupta împotriva Puterilor Centrale. Comitetul românilor ardeleni și bucovineni constituit din rândul acestora ar fi urmat să aibă ca obiectiv prioritat constituirea unei unități militare operative – preconizată a fi un corp de armată și structurat pe divizii, brigăzi și regimente destinate frontului din Moldova. Intelectuali transilvăneni și bucovineni, precum Victor Deleu, Vasile Chiroiu și Ioan Vescan s-au implicat personal în această inițiativă, care, în prima fază a depins de eforturile lor individuale.
La data de 3/16 martie 1917 a fost anunțată constituirea oficială a primului Corp al Voluntarilor Români din Rusia și generalul Coandă a primit acceptul STAVKA de a coordona această activitate, fără a i se preciza efectivele pe care avea dreptul să le recruteze. Pe 5 martie – în prezența generalului Coandă, a colonelului Gh. C-tin Pietraru și a membrilor Comitetului Executiv, militarii români de la Darnița au semnat următorul angajament :
 „Subsemnatii ofițeri, subofițeri și soldați de naționalitate româna, declarăm pe onoare și conștiință, ca voim să luptam alături de armata română, pentru desrobirea țărilor noastre de sub dominațiunea austro-maghiară și alipirea lor la România. Prin acest angajament noi devenim ofițeri, subofițeri si soldați români, cu aceleași drepturi și datorii ca și cei din armata română. Timpul servit în armata austro-ungară, ca și cel în calitate de prizonieri ni se va socoti la vechimea gradului nostru. Noi și familiile noastre vom avea aceleași drepturi la pensiuni, ajutoare și recompense ca și ofițerii, subofițerii si soldații români, luându-se în seama și timpul servit în armata austro-ungara și cel în calitate de prizonieri. Din momentul subscrierii acestui angajament ne considerăm ca făcând parte din armata română și prin urmare acei dintre noi, cari nu vor răspunde la chemare, vor fi considerați ca dezertori și pedepsiți conform legilor românești. Tot astfel ni se vor aplica toate dispozițiunile legale și regulamentare în vigoare în armata română. Dumnezeu să ne ajute, ca prin sângele nostru să ne desrobim țările și să facem România-Mare, unită intr’un singur trup și pe vecie.” 
Ca efect al semnării angajamentului, voluntarii au devenit militari români cu toate drepturile și obligațiile asociate acestui statut. Mai târziu, prin Decret Regal, aceștia au primit și cetățenia română.
Prin intermediul Legației Române la Petrograd – condusă de Constantin Diamandi, s-a solicitat la 8/21 martie 1917 crearea într-o primă fază, a unei comisii mixte de recrutare. În etapa următoare, voluntarii respectivi ar fi urmat să primească documentele de liberă mișcare spre unul dintre centrele de concentrare stabilite de către respectiva comisie de recrutare. Sediul  Corpului Voluntarilor Români din Rusia a fost stabilit și el la Darnița. Printr-o înțelegere interguvernamentală, urma ca prizonierii de aici să fie duși ulterior, rapid spre un alt loc de concentrare din sudul Basarabiei.
Statul rus era dispus, inițial, să permită extrădarea doar a unui număr ce ar fi putut varia între 20.000 și 40.000 de români. În 5/18 aprilie 1917 la intervenția diplomatică a prim-ministrului român Ion I.C. Brătianu, locotenent-colonelul Gh. C-tin Pietraru a reușit să obțină acordul verbal al ministrului de război Gucicov de a fi recrutați un număr de 30.000 de voluntari. La aceasta s-a opus, însă, noul șef al Marelui Cartier General rus – generalul Romanovski, care a limitat recrutarea doar la 5.000 de prizonieri și aceștia numai din circumscripția militară a Moscovei.[I] Aceasta a fost o altă piedică suplimentară, deoarece în zonă se găseau relativ puțini prizonieri, majoritatea aflându-se în alte centre industriale sau agricole. În a doua parte a lunii mai, în cadrul discuțiilor de la Iași cu rușii privind definitivarea planului de campanie din 1917, Brătianu a solicitat din nou urgentarea încheierii formalităților pentru aducerea prizonierilor de origine română din armata austro-ungară pe frontul din Moldova. Aprobarea de a recruta voluntari din toate lagărele de prizonieri până la efectivul de 30.000, a fost obținută de către atașatul militar al României numai după numeroase intervenții la Guvernul Provizoriu rus, pe 22 august 1917. Statul român a pierdut, astfel, timp prețios în perioada aprilie - august pentru a obține acordul autorităților ruse în ceea ce privește înrolarea efectivă a prizonierilor, abia după data de 22 august putând începe recrutarea sistematică a acestora.
Pe data de 19 mai 1917, ca urmare a aprobării Guvernului Provizoriu Rus, sediul voluntarilor s-a mutat la Kiev, în localul Liceului de fete din cartierul Podoli. Locotenent-colonelul Gh.C-tin Pietraru a coordonat în capitala Ucrainei – ajutat de 34 de ofițeri, Serviciul voluntarilor de origine română din Rusia. Restul voluntarilor au fost cazați în cazarma din cetatea Kievului, organizându-se și utilându-se în scurt timp, ateliere de croitorie și cizmărie necesare echipării. Guvernul rus a pus la dispoziția voluntarilor echipamentul cu care voluntarii au fost dotați.

#### Declarația de la Darnița
La Darnița, aflați sub conducerea lui Victor Deleu, 250 de ofițeri și 250 de subofițeri și soldați voluntari au redactat, între 11/24-13/26 aprilie 1917, o Declarație pe care au trimis-o tuturor guvernelor puterilor Antantei, precum și reprezentanților presei naționale și internaționale sau partidelor românești. Acest memoriu a readus în fața Marilor Puteri dorința poporului român de a trăi unit într-un singur stat independent și suveran. Ideile cuprinse în respectiva Declarație au reprezentat argumentarea voluntariatului românesc dedicat întregirii naționale și, de aceea s-au regăsit în documentele ulterioare elaborate atât de primul, cât și de al doilea corp de voluntari. În aceeași lună, delegația formată din Vasile Lucaciu, Ioan Moța și Vasile Stoica – trimisă din ordinul Marelui Cartier General Român în Statele Unite ale Americii, s-a oprit la Darnița, unde i-a fost înmânat un exemplar al Declarației pentru a fi publicat și în ziarele americane, spre a susține și pe această cale unirea Transilvaniei cu România.

#### Activitatea comisiilor de recrutare
În afară de comisia mixtă inițială, s-au creat în total alte 6 comisii: la Bahmut (I), Lazovka (II), Borisoglebsk (III și IV), Eleț (V și VI). Aceste comisii au inclus, de regulă, trei membri (un ofițer al armatei române și, dintre voluntari, un ofițer și un subofițer. Comisiile – cărora li s-au atribuit regiuni întinse - au avut indicație de a acoperi cât mai multe localități și de a propaga prin viu grai și prin difuzarea publicațiilor naționale, obiectivele voluntariatului.  La 16 iunie ajunseseră pe teritoriul rus toate cele 7 comisii, scopul acestora fiind acela de a urgenta recrutarea și trimiterea voluntarilor în țară.
Numărul mic al subcomisiilor și instabilitatea acestora, alăturate faptului că unii dintre propagandiști au plecat cu primele eșaloane de voluntari în țară, au făcut ca munca de propagandă să fie insuficientă. Deși până în luna septembrie s-au înregistrat unele succese, ulterior, din cauza propagandei bolșevice și ideilor pacifiste, care i-au făcut pe unii ardeleni să creadă că războiul se va termina repede și ei vor pleca spre casă, tot mai puțini prizonieri s-au înscris ca voluntari. Alte greutăți au venit atât din partea celor fideli jurământului față de împărat, cât și din faptul că majoritatea prizonierilor nu au fost conștienți de cauza pe care erau chemați să o apere și au crezut că, participând la întrunirile organizate de comisiile de recrutare, vor fi recrutați cu forța. De asemenea, situația prizonierilor care trăiau în gospodăriile țărănești era destul de comodă și nu mulți dintre aceștia erau dispuși să-și asume riscurile înrolării.
Funcționând până în luna noiembrie, respectivele comisii au reușit, totuși, să trimită pe teritoriul românesc 374 de ofițeri și 8.261 de soldați (11 batalioane), în timp ce 22 de ofițeri și 1.460 de soldați au rămas în Rusia pentru servicii auxiliare de pază ale depozitelor Armatei Române. Recrutarea s-a sfârșit la 8 ianuarie 1918, fiind trimiși să lupte în rândul trupelor românești un total de 8.513 voluntari, trimiterea acestora în țară făcându-se grupată în 11 eșaloane. Oprirea recrutării nu s-a asociat, însă, și cu stoparea activității de propagandă, deoarece aceasta a continuat să se desfășoare în limitele posibilului, voluntarii rămânând pe loc și nemaifiind trimiși la Kiev. Un ordin circular venit de la comandamentul voluntarilor a îndemnat aceste comisii să-și continue activitatea sub paravanul Crucii Roșii Române, pentru a ajuta cu bani și medicamente prizonierii români bolnavi și incapabili de muncă.
Raportat pe naționalități, românii ardeleni și bucovineni din Rusia au dat un procent de 8,43 % voluntari, în timp ce cehii – organizați mai bine și cu mijloace superioare au dat 8 %, iar iugoslavii 7,5 %.

### Participarea la lupte
Intenția inițială a Marelui Stat Major român a fost de a aduce voluntarii în țară numai după instruirea acestora conform regulamentelor și dotării Armatei Române, pe terenuri de instrucție din Rusia. În contextul situației revoluționare de pe teritoriul rus și ca urmare a întârzierilor în procesul de recrutare și a faptului că trupele române au avut nevoie urgentă de completări, Ministerul român de Război a hotărât ca instrucția și repartizarea pe unități să se facă pe teritoriul românesc, în Rusia rămânând să fie realizate numai recrutarea și echiparea voluntarilor. Printre refugiații ardeleni de la Iași au fost unii care au solicitat ca voluntarii să fie dispersați în cât mai multe unități și sub nume false, pentru a nu sfârși spânzurați în cazul în care vor fi făcuți prizonieri. Împotriva acestei soluții, care ar fi alterat mesajul voluntariatului, s-a ridicat, însă, însuși Victor Deleu.

#### Integrarea în armată
Între 25 mai și 3 iunie 1917 un prim detașament de 116 ofițeri si 1.250 gradați și soldați[J] au fost echipați și pregătiți să plece spre România. În 3 iunie acest detașament s-a urcat în tren pentru a fi trimis spre Regat, ajungând la Iași pe 6 iunie, la ora 16. În trecere prin Chișinău, eșalonul a beneficiat de o primire emoționantă. La Iași acestor voluntari li s-a făcut o primire dintre cele mai entuziaste, atât de autorități, cât și de populație. De față au fost regele Ferdinand, toți membrii guvernului (în frunte cu Ion I.C. Brătianu), generalii Constantin Prezan, Constantin Christescu, Nicolae Petala, Ioan Vlădescu, Dmitri Șcerbaciov (comandantul trupelor ruse de pe frontul românesc), Henri Berthelot (șeful Misiunii Militare Franceze în România) și membrii misiunilor diplomatice, Octavian Goga și, alături de aceștia, toți cei care își asumaseră declanșarea ostilităților militare, precum și un numeros public. Un regiment de vânători a asigurat, cu această ocazie, serviciul de gardă de onoare. La 8 iunie[K], voluntarii au depus jurământul pe câmpul de instrucție al Brigăzii a III-a a Corpului 1 armată – numit „Moara de vânt”, aflat la periferia Iașului. Cu această ocazie, a avut loc o puternică manifestație în Piața Unirii din Iași, unde, în jurul monumentului lui Cuza, s-a jucat Hora Unirii și s-au intonat cântece patriotice.

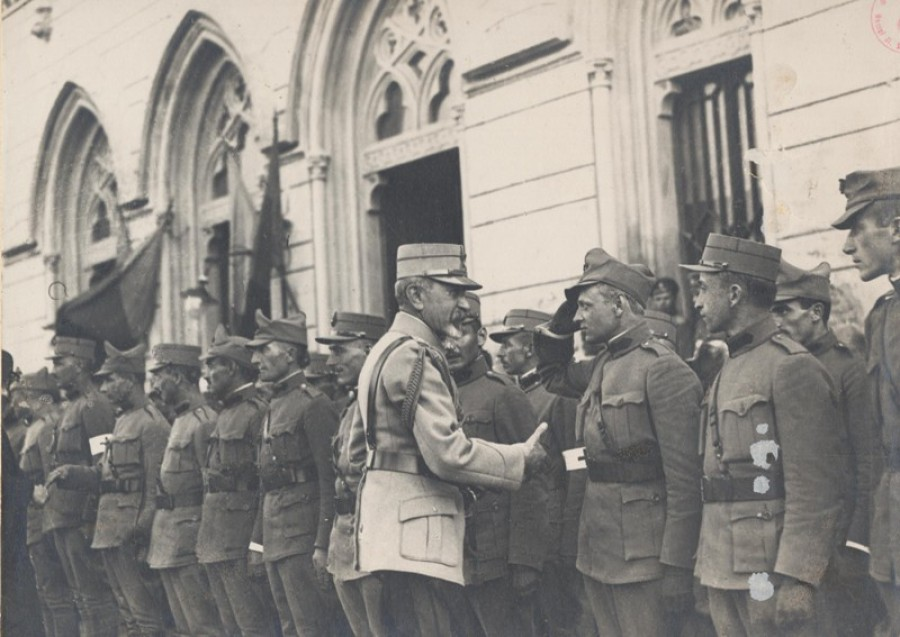
Generalul Prezan întâmpină voluntarii ardeleni în gara Iași
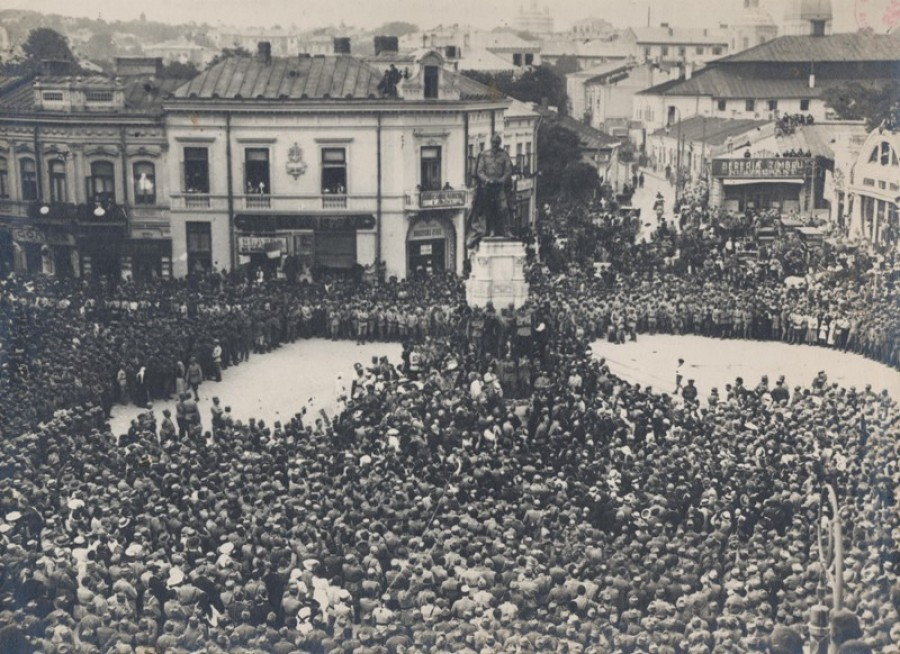
Voluntari ardeleni, alături de locuitorii orașului Iași, prinși în horă în fața statuii lui Cuza
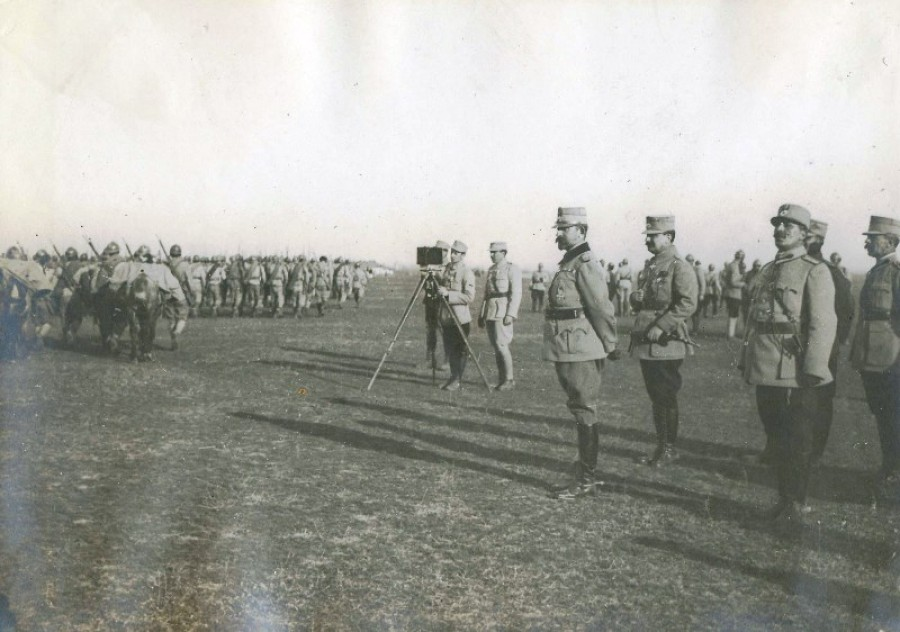
Regele Ferdinand și generalul Eremia Grigorescu asistă la defilarea voluntarilor ardeleni (vara anului 1917)
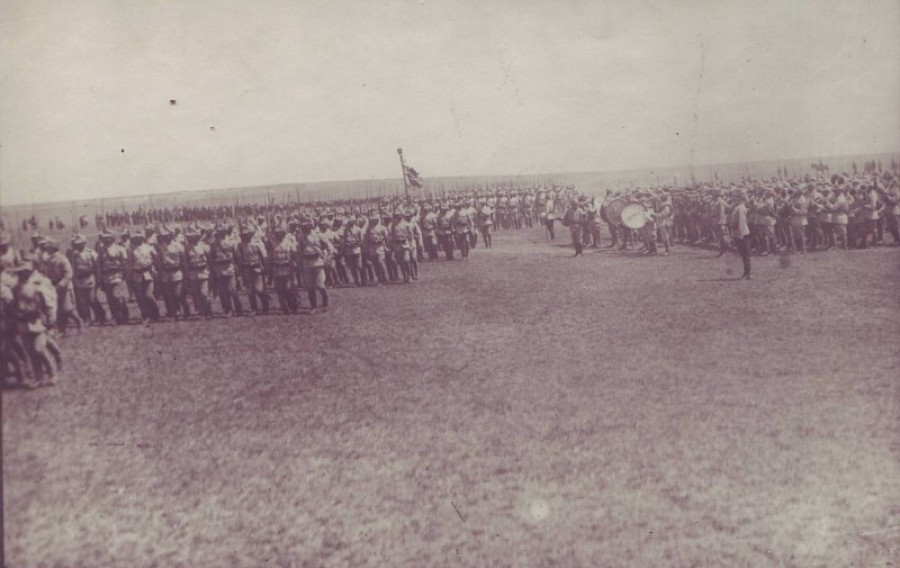
Voluntarii ardeleni defilează în fața regelui Ferdinand, Iași, 1917
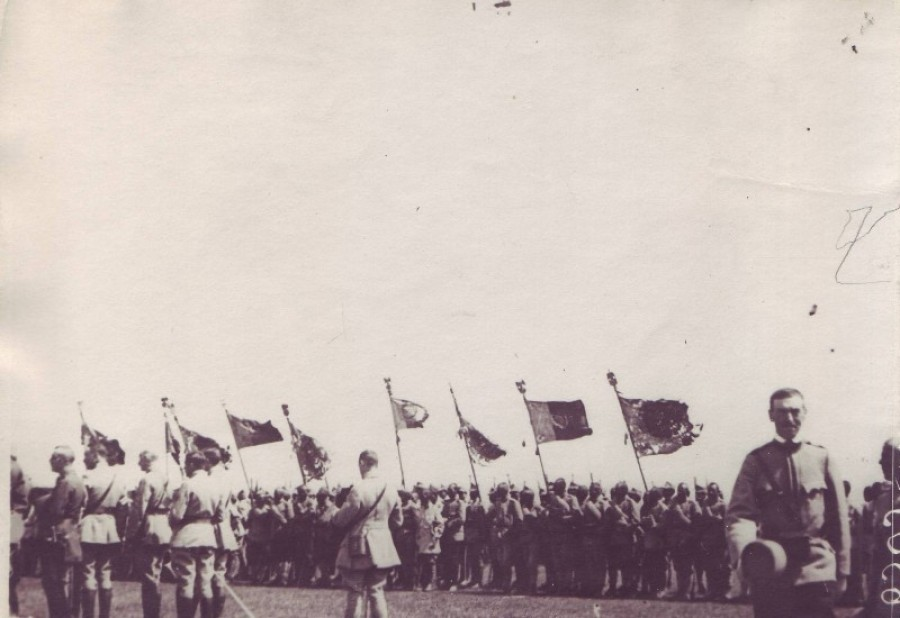
Voluntarii ardeleni după depunerea jurământului, Iași, 1917

Pe 9 iunie a fost constituită, pe lângă Ministerul de Război, o comisie consultativă a ardelenilor și bucovinenilor, formată din Octavian Goga, Ion Nistor și Leonte Moldovan. La 14 iunie 1917, pe lângă Marele Stat Major al Armatei Române, s-a înființat, la sugestia acestei comisii , Biroul A. B. (ardeleni bucovineni). În atribuțiile acestuia au intrat atât ținerea evidenței voluntari înrolați, cât și recrutarea și primirea altor voluntari din Rusia. Conducerea biroului a fost asigurată de către maiorul A. Romalo din Armata Română, iar membrii acestuia au fost sublocotenenții Victor Deleu, Leonte Simion și Vasile C. Osvadă – ajutați de către personalul din subordine. Atribuțiile Biroului s-au extins, ulterior, cu sarcini atât civile, cât și cu noi sarcini militare, ținând de activitatea de integrare, de intendență și de serviciile poștale. La 4/17 noiembrie atribuțiile Biroului au fost preluate de către Serviciul Central al Voluntarilor Ardeleni Bucovineni.
La o lună după sosirea în țară a primului eșalon, din Kiev a plecat spre Iași al doilea detașament (format din 100 de ofițeri și 544 soldați), iar între 27 iunie și 20 august, comisiile de recrutare aflate în circumscripția militară a Moscovei au mai trimis în România încă 1.500 de voluntari.
În contextul tulburărilor politice și sociale care au avut acolo loc pe teritoriul rus, constituirea unei unități militare operative până în luna octombrie a fost imposibil de realizat. Din punct de vedere militar-operativ al înțelesului sintagmei de „corp de armată", în cursul anului 1917 nu s-a putut înființa, așadar, preconizatul „Corp al Voluntarilor Români”, existând și funcționând ca atare la Kiev doar structura de comandă destinată inițial, formării unei asemenea mari unități. Aceasta sub presiunea evenimentelor și-a redus activitatea la primirea, echiparea, organizarea în subunități și expedierea în România a voluntarilor înrolați și și-a adaptat structura pentru a asigura, în același timp, atât activitatea de înrolare a voluntarilor, cât și ajutorarea sub multiple forme a prizonierilor de origine română. Noile structuri de comandă înființate de către Ministerul de Război condus de către Vintilă Brătianu, au fost fiecare, în parte, divizate în câte două servicii specifice, identice. Acestea au fost denumite: central (aflat la Kiev) și exterior. Ultimul a acționat la nivelul teritoriului rus, prin intermediul comisiilor de recrutare și a acelora care au conferențiat cu scop de propagandă.
La 13 octombrie 1917, totuși, cu scopul grupării tuturor voluntarilor – atât a celor veniți din prizonierat, cât și a celor din România, Marele Cartier General Român a luat decizia de a înființa, la 28 noiembrie, un Corp al Voluntarilor cu baza la Hârlău, sub comanda colonelului Marcel Olteanu.[L] Acest Corp, la 7 ianuarie 1918, a fost transformat într-o brigadă formată din regimentele I „Turda” – comandant locotenent-colonelul Dragu Burescu  (cu baza la Scobinți) și II „Alba-Iulia” – comandant locotenent colonelul Constantin Pașalega (cu baza la Cotnari și Ceplenița). Unitatea a fost subordonată, inițial, Diviziei de grăniceri – redenumită din 24 ianuarie 1918 Divizia a 16-a și a redevenit iarăși, la 1 februarie 1918, corp subordonat direct Marelui Cartier General al Armatei Române. În componența acesteia a intrat și un al treilea regiment numit III „Avram Iancu” – comandat de locotenent-colonelul David (cu baza la Deleni). Fiecare dintre cele 3 regimente a fost alcătuit din câte 3 batalioane de instrucție și din câte un batalion de marș.
La 16/29 noiembrie 1917 s-au deschis la Kiev lucrările Adunării naționalităților din Austro-Ungaria, dar locotenent-colonelul Pietraru, ca urmare a unui ordin venit de la Iași, a interzis voluntarilor încă aflați în Kiev să participe la acestea. Motivul a fost acela de a nu exista acțiuni fățișe anti austro-ungare, într-un moment în care România era presată să încheie un armistițiu. Cu toate acestea, 3 delegați au participat la lucrări: ardelenii Sever Bocu și Ghiță Popp, precum și bucovineanul Filaret Doboș.

#### Pe front

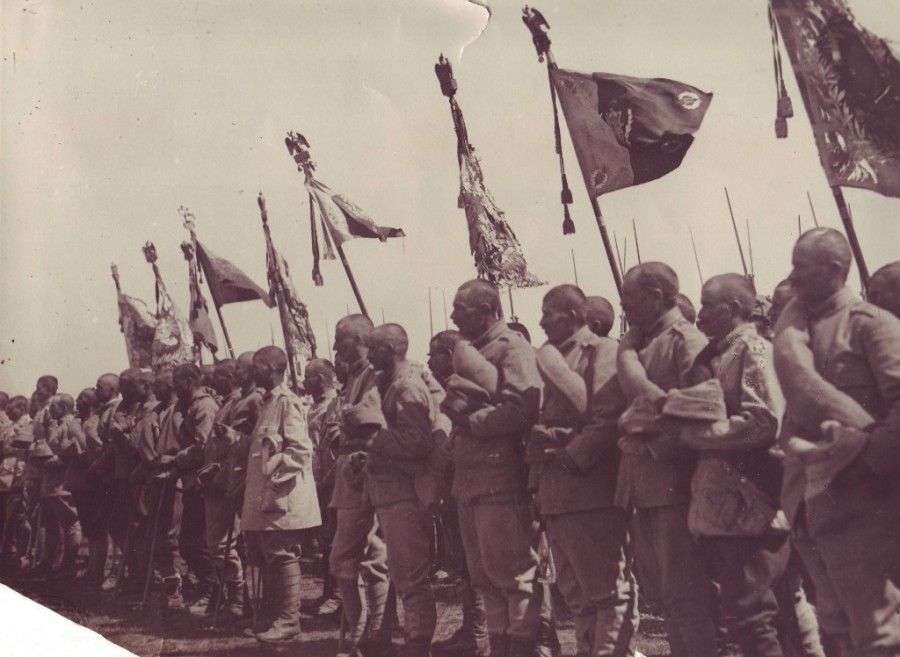
Voluntari ardeleni în armata română

Pe fondul greutăților cu aprovizionarea, cu tifosul exantematic și cu urmărirea stării trupelor ruse și a mișcării acestora, autoritățile române nu prea au avut timp să se ocupe de voluntarii sosiți. Doar pentru cercetarea ofițerilor și clasarea lor s-a instituit o comisie, formată din colonelul Mărăscu, maiorii Aldescu, Cristescu și Romalo. Aceasta a supus aprobării generalilor Petala și Vasilescu rezultatele obținute.  Sub amprenta rapidității cu care s-a desfășurat refacerea capacității de luptă a armatei, instruirea a fost redusă la 3 săptămâni. Tinerii intelectuali cu termen redus au fost trimiși la Școala de Ofițeri din Botoșani, deoarece se simțea o acută lipsă de cadre ofițerești corespunzătoare. Acesta a fost, de altfel, și unul dintre motivele care au stat la baza amânării formării unei unități de sine stătătoare de ardeleni și bucovineni.
Toate cele 3 detașamente trimise din Rusia până în august au participat la luptele de pe frontul din Moldova, voluntarii acționând încă din prima zi a confruntării, mai ales în sectoarele Zăbrăuți și Fitionești. Soldații primelor două batalioane sosite, după instrucție, au fost integrați în regimentele 2 Infanterie, 3  Infanterie Olt, 19 Infanterie Caracal, 26 Infanterie Rovine, și 5 Vânători și au participat la Bătălia de la Mărășești din vara anului 1917, intrarea în foc făcându-se în luptele de la Muncelu, în cadrul Diviziei 2 Infanterie.
Participarea lor la luptă a fost simbolică – datorită numărului restrâns de voluntari care au ajuns pe front până la întreruperea operațiunilor. Din rândul lor au căzut pe frontul 31 de militari și 433 dintre aceștia au fost răniți, iar 129 dintre voluntari au fost distinși cu ordine și medalii. Celelalte grupuri recrutate după 20 august și sosite până la începutul anului 1918, deși încadrate în armată, nu au mai avut ocazia să participe la operațiuni până la a doua mobilizare din anul 1919.
Voluntarii Corpului de la Hârlău au primit, printre altele, misiunea de a păzi și de a menține în zonă ordinea periclitată de trupele Armatei Ruse, aflate în debandadă.
În 6/19 ianuarie 1918 a avut loc la Chișinău un incident, în care un eșalon de voluntari (pregătit de luptă), sosit de la Kiev, a fost dezarmat de forțele militare bolșevice[M] ale „Front-Otdel” în gară. Înștiințate de sosirea voluntarilor, trupele bolșevice – printre care s-au aflat și moldoveni, au ocupat din timp gara și împrejurimile, instalând tunuri în baterii și mitraliere pe acoperișuri. Situația, la contactul cu detașamentul, a degenerat, executându-se foc. Victime ale unei confuzii, ardelenii au depus armele și s-au predat. Soldații și ofițerii ardeleni arestați cu acest prilej au fost eliberați grație implicării trupelor moldovenești de abia pe 9/22 ianuarie, după ce au fost bătuți, batjocoriți și scuipați pe străzile orașului.
La începutul lunii ianuarie 1918, 3 batalioane de voluntari (câte unul din fiecare regiment de voluntari din jurul Hârlăului ), alături de efective de grăniceri – constituind cu totul o forță de 4 batalioane, au primit ordin de a pătrunde pe căi pașnice în Basarabia, evitând lupta cu unitățile bolșevice. Motivul ales a fost acela că unitățile sunt dislocate pentru a prelua de la Armata Rusă și a păzi diferite depozite de alimente și armament, scopul lor fiind, de fapt, acela de a întări forța voluntarilor ardeleni veniți de le Kiev pentru a fi puși la dispoziția guvernului basarabean și de a le aduce armamentul și muniția necesare. Cu o zi înainte de incidentul de la Chișinău, trupele au pornit organizate pe 3 eșaloane, 2 dintre acestea fiind oprite de trupele ruse la Ghidighici, iar cel de-al treilea – eșalonul de aprovizionare, la Ungheni. Efective ale acestor unități au căzut în prizonierat la ruși, unii dintre voluntari reușind să scape după câteva săptămâni, iar restul s-au retras luptând, spre Prut.
După proclamarea independenței Basarabiei, în cadrul Armatei Române, unitățile Corpului de Voluntari Ardeleni-Bucovineni au ajutat la curățarea și izgonirea peste Nistru a trupelor bolșevice.

### Dizolvarea Primului Corp de Voluntari

#### În Regat
În timpul guvernării Averescu a existat o încercare de a transfera pe Frontul de Vest întreg Corpul de Voluntari Ardeleni, format la acea vreme din 12.000 de soldați și cantonat la Hârlău. Aprobarea inițială a fost dată de generalul Averescu, iar Misiunea Militară Franceză s-a angajat să suporte cheltuielile. Odată, însă, cu iscălirea preliminariilor Păcii de la Buftea, tot generalul Averescu a fost cel care a retras aprobarea și a ordonat dezarmarea voluntarilor. La 28 februarie 1918, Corpul Voluntarilor a primit ordin să predea armamentul și să demobilizeze treptat, ceea ce s-a întâmplat până la 1 mai. La Hârlău a continuat să funcționeze o permanență care a avut grijă de depozitele de alimente. O parte dintre voluntari au plecat totuși până la urmă, odată cu francezii, spre a lupta în cadrul Legiunilor în curs de formare din Franța și Italia.
Din cei aproximativ 20.000 de transilvăneni aflați în martie 1918 în Regat și care trebuiau demobilizați, peste 10.000 erau cei proveniți din prizonieratul rusesc, marea lor majoritate fiind țărani. Serviciul central al Corpului Voluntarilor, înființat la 28 noiembrie 1917 și subordonat Ministerului de Război, a continuat să funcționeze. Acesta s-a despărțit, la 15 mai 1918, într-un departament militar transferat la Direcția Recrutării din Ministerul de Război și într-un departament civil subordonat Ministerului Agriculturii, sub denumirea de „Serviciul muncilor agricole”. Acest ultim departament s-a ocupat, în continuare, cu plasarea în muncă a voluntarilor demobilizați. Aceste servicii deconcentrate au început să funcționeze din 1 iunie, dar deja în data de 26 martie, Comandamentul Corpului Voluntarilor notificase că se reușise să fie plasată aproape întreaga trupă (la acea dată plasarea ofițerilor fiind în pregătire). O parte dintre ofițeri au fost reținuți în armată după specializările fiecăruia și nevoi, iar aproximativ 20.000 de voluntari demobilizați au fost plasați la muncile câmpului, fiind repartizați mai ales pe marile moșii.

#### În Rusia
În momentul ajungerii Partidului Bolșevic la cârma statului rus, situația prizonierilor români și a voluntarilor înrolați care au rămas pe teritoriul rusesc s-a înrăutățit vizibil, iar haosul instaurat a făcut imposibilă orice acțiune organizată. Ruperea legăturilor dintre guvernele bolșevic și român a pus într-o grea situație voluntarii, considerați acum periculoși pentru Rusia bolșevică – aflată într-o stare de război cu Regatul României. Aceștia nu se mai puteau întoarce nici pe teritoriul Imperiului Austro-Ungar, unde erau considerați sperjuri și trădători, iar România, în urma semnării Păcii de la Buftea, ajunsese sub dominația inamicului. În marea lor majoritate, voluntarii înrolați la Darnița – deghizați în militari ruși, au fost redislocați spre Chișinău și de acolo au trecut, totuși, în România. Încetul cu încetul, individual sau în cete mici, aproximativ 2.000 de voluntari angajați au reușit să se strecoare spre Iași și Chișinău.
După ocuparea Kievului de către Armata Roșie, la 2 februarie 1918, Primul Corp de Voluntari a fost dizolvat, iar la 9 februarie Misiunea Militară Română - condusă de generalul Coandă, a fost arestată de bolșevici. La Kiev a rămas doar un simplu birou de informații pentru prizonierii din Ardeal sau Bucovina, care a fost desființat, formal, în luna mai 1918. Din momentul în care misiunea diplomatică română de la Moscova nu a mai funcționat, guvernul de la Iași nu a mai avut nici un control asupra evenimentelor din Rusia în care au fost implicați românii, iar Intrarea trupelor germane și austriece în Ucraina și în sudul Rusiei a rupt toate legăturile dintre statul român și Corpul Voluntarilor.
După semnarea Tratatului de la Brest-Litovsk, Puterile Centrale au cerut guvernului bolșevic dezarmarea unităților de voluntari constituite din foști soldați austro-ungari. Din cauza apartenenței lor la Corpul de Voluntari, foștii prizonieri proveniți din armata austro-ungară au fost obligați să se retragă cât mai spre est din calea armatelor Puterilor Centrale, pentru a nu fi judecați ca „trădători” de către justiția austro-ungară  și pentru a nu primi pedepse pe măsură. Considerați, așadar, de către statul austro-ungar ca dezertori și trădători de țară, la intrarea germanilor în Kiev, în 2 martie 1918, unii dintre voluntari au fugit spre Moscova, unde s-au făcut bolșevici de ocazie. Deși numeroși români aflați în zonele controlate de bolșevici au rămas credincioși patriei lor și au încercat să o servească în continuare, alții – orbiți de propaganda bolșevică - s-au adunat în jurul unor comuniști (precum Mihail Gheorghiu Bujor, Cristian Rakovski și alți câțiva fugiți în Rusia), într-o încercare de a constitui unități de voluntari care să lupte alături de comuniștii ruși. Astfel, Racovski sprijinit fiind de bolșevici a ordonat arestarea și internarea în lagăre a voluntarilor. Acești urmau să fie concentrați în jurul Odesei, localitate unde a fost format cu scopul de a fi folosit împotriva armatei române, un batalion de dezertori. Alți voluntari au fost – cu complicitatea unor ofițeri patrioți din armata austro-ungară, ascunși și ajutați să ajungă în țară.
În drum spre Franța, Misiunea Militară Franceză a atras și ea prizonieri transilvăneni, bănățeni și bucovineni aflați încă pe teritoriul rus, pentru a lupta pe Frontul de Vest. Printre aceștia a fost și un grup de ofițeri aflați la Samara.
Conferențiarul-șef al Corpului Voluntarilor (Mihail Guiu), aflat în localitatea Vladimir din sectorul Moscovei ca recrutor al armatei române, a primit misiunea de a rămâne sub acoperire în capitala Rusiei, atât cu scopul de a supraveghea mișcarea revoluționară a maghiarilor care căzuseră prizonieri la ruși, cât și cu cel de a supraveghea mișcarea bolșevică a dezertorilor din Vechiul Regat, dirijată de Cristian Racovski.

### Gazeta România Mare

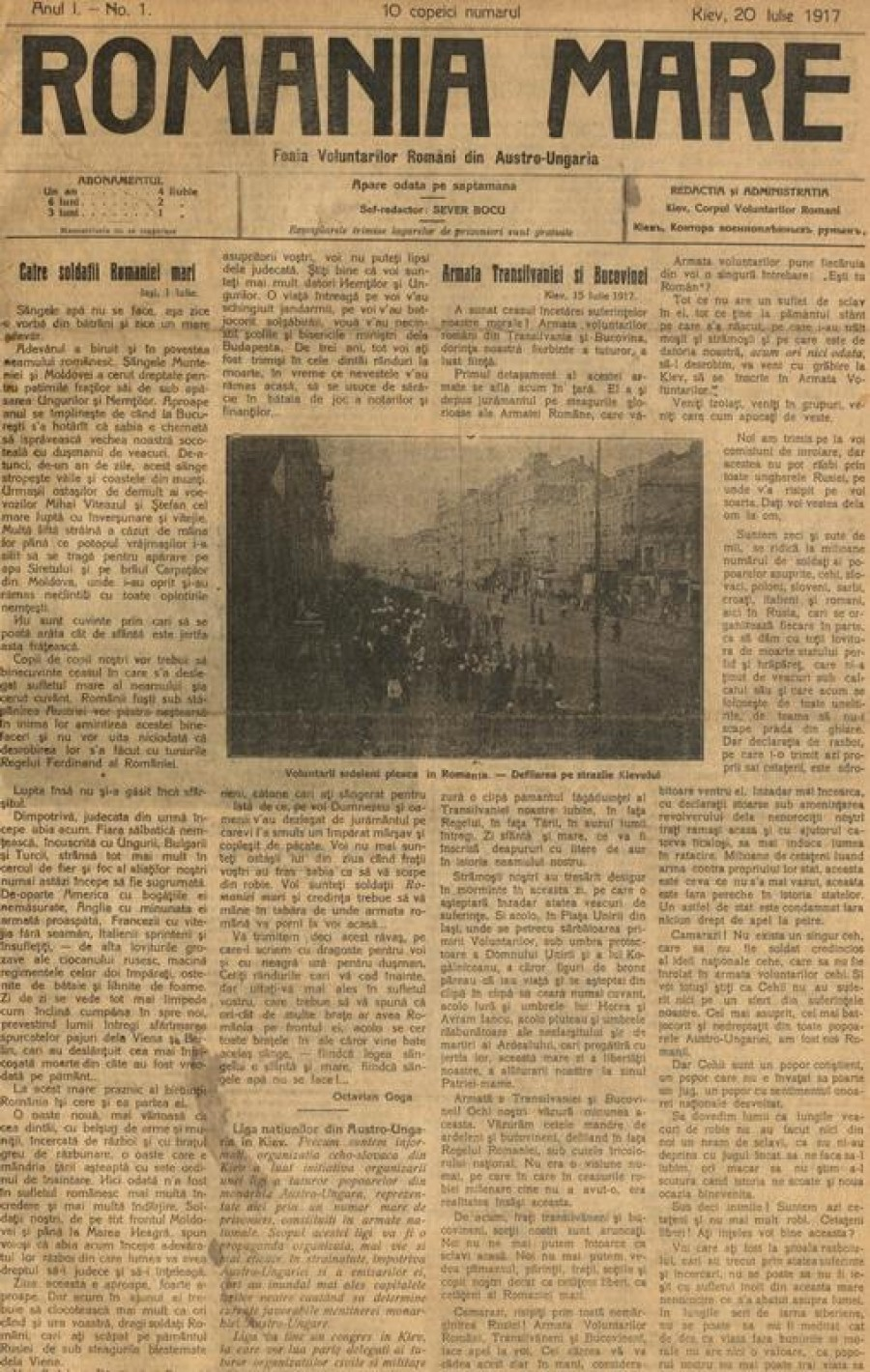
Gazeta România Mare, Foaia Voluntarilor Români din Austro-Ungaria. Anul I, Nr. 1, Kiev, 20 iulie 1917

A existat un organ de presă al Corpului de Voluntari Români din Rusia, sub forma unei gazete cu numele de România Mare. Aceasta a apărut săptămânal, în perioada iulie-decembrie 1917, și a ajuns la un total de 23 de numere. În linii mari, gazeta a urmat evoluția Primului Corp de Voluntari. Ziarul a fost trimis atât voluntarilor din Corpul de la Kiev, cât și unor diverse personalități române aflate pe teritoriul rus, perioada cea mai fructuoasă a acestuia suprapunându-se, aproximativ, celei a luptelor de la Mărășești.
Pentru susținerea din punct de vedere financiar a gazetei a fost necesară implicarea statului român, spre deosebire de asigurarea cu personal care a putut beneficia de utilizarea unor resurse proprii, deoarece printre voluntari s-au aflat câțiva intelectuali cu experiență anterioară, câștigată la diferite publicații din Transilvania și Bucovina. Publiciștii și tipografii săi – toți emigranți, au venit din Regatul României odată cu militarii care au avut sarcina de a-i organiza pe voluntari. În fruntea lor s-a aflat Sever Bocu – fost redactor al Tribunei arădene.
Deși subiectele gazetei au fost diverse, toate a fost legate de problematica specifică voluntariatului. Tematica abordată a situat ziarul în rândul  numeroaselor periodice din anii Primului Război Mondial, care și-au făcut un merit din susținerea desăvârșirii unității statului național român.
Gazeta a fost o deschizătoare de drum și un model de urmat, activitatea sa fiind continuată în Siberia, în anii 1919-1921, de către alte periodice. Ulterior desființării Primului Corp de Voluntari, ziarul România Mare a fost editat, în continuare, de către Sever Bocu – fugit la Paris. Aici, însă, a primit un nou nume: „Foaie a voluntarilor și soldaților români în Franța și Italia”.

### Însemne
Înainte de plecarea spre Iași pentru a se încadra în Armata Română, membrii Corpului de Voluntari au luat hotărârea de a confecționa mai multe drapele tricolore, pe care au fost inscripționate cuvintele „Trăiască România Mare”.
Au existat în total șapte astfel de stindarde, cea mai mare parte dintre acestea fiind, în prezent, distruse. Ultimul dintre acestea – existent în România, a fost adus în țară de către soldatul bănățean Dimitrie Lăzărel-Lăzărescu din Belinț și a fost donat inițial bisericii din satul natal, actualmente fiind conservat la Muzeul Banatului din Timișoara.

## Al doilea corp de voluntari
După încheierea păcii dintre Puterile Centrale și Rusia, în contextul campaniei Aliaților de susținere a partizanilor țarismului și a declanșării Războiului Civil, în perioada 1918-1921, voluntarii de diverse naționalități din Imperiul Austro-Ungar au fost, inevitabil, blocați pe teritoriul rus și, ca efect, au fost implicați în problemele interne ale Rusiei. La finalul Marii Conflagrații situația pe teritoriul Rusiei a devenit confuză, astfel că toate corpurile naționale de voluntari (Corpul Voluntarilor Români, Legiunea Cehoslovacă, formațiunile similare lituaniană și estoniene) au trebuit până la urmă fie să se retragă, fie să se evacueze  prin Vladivostok.

### Context

Războiul Civil Rus în vest între 1918-1920. Se observă avansul maxim al forțelor antibolșevice

Un plan inițial a prevăzut ca voluntarii să fie îmbarcați pentru a fi transferați pe frontul francez, dar acesta a fost abandonat în ideea refacerii frontului oriental în Siberia. În trecere prin Rusia, generalul Berthelot a conceput un plan (dovedit utopic) de a se forma un nou front de luptă anticentralist și antibolșevic. Acesta ar fi urmat să fie orientat cu fața spre vest, cu aripile sprijinite pe râul Don și pe fluviul Volga. Baza de aprovizionare și comunicațiile ar fi urmat să aibă ca suport Siberia, iar elementele constitutive ar fi urmat să fie rușii albi, cazacii de pe Don, cele 2 divizii ale Legiunii Cehoslovace și cei aproximativ 5.000 de români concentrați în regiunea Kievului. Aceste elemente ar fi urmat să fie întărite cu unități transportate din vest. În acest scop, în Siberia fuseseră concentrați, în 1918, următoarele forțe: 30.000 de japonezi comandați de generalul Oi (1 divizie rămasă în 1919), 8.000 de americani conduși de generalul Graves (2 batalioane rămase în 1919), 50.000 de cehoslovaci, 3.000 de italieni, 12.000 de polonezi (în jur de 10.000 rămași, în 1919, la Krasnoiarsk ), 3.000 de sârbi (concentrați, în 1919, la Celiabinsk), 12.000 de chinezi și un corp de lituanieni. Planul până la urmă s-a dovedit nepractic, deși a fost suport al acțiunilor întreprinse de către amiralul Aleksandr Kolceak.

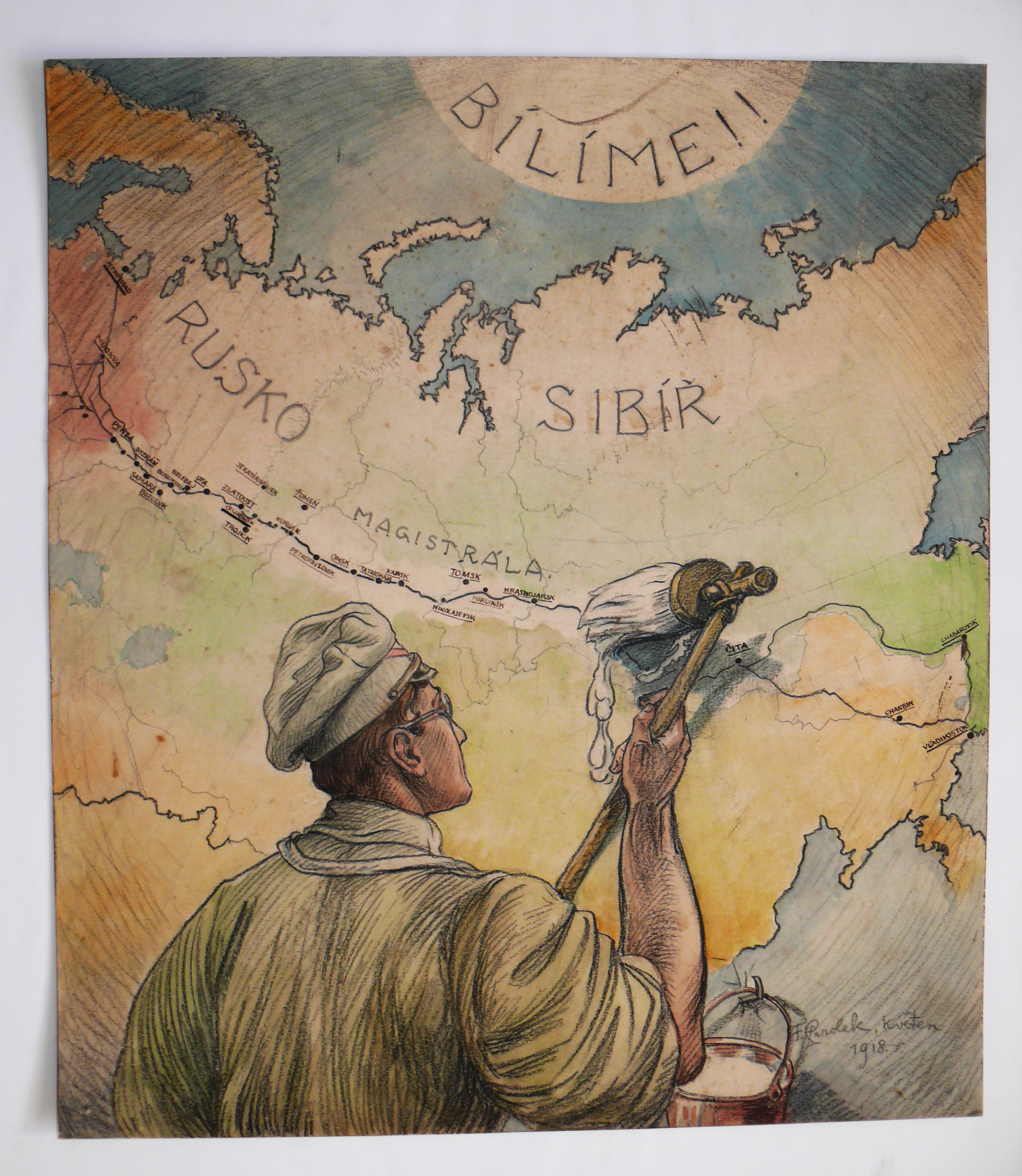
„Albirea” căii ferate Transsiberiene, pentru a putea fi folosită de către trupele cehoslovace spre Vladivostok

După Pacea de la Brest-Litovsk, încercarea guvernului bolșevic de a-i dezarma pe voluntarii s-a dovedit sortită eșecului, deoarece a întâmpinat rezistența armată din partea trupelor cehoslovace. În câteva dintre aceste încăierări au luat parte și români, dintre care unii au devenit victime. Transportarea unităților pe Frontul de Vest (cel mai important și, în același timp, hotărâtor pentru mersul conflagrației), prin forțarea drumului spre est de-a lungul Transsiberianului către marea liberă, a devenit o opțiune valabilă. În luna aprilie 1918 a început deplasarea spre Vladivostok, astfel că, în mai, avangarda coloanei deja ajunsese la Pacific, într-un moment în care coada de abia trecea de Moscova. Deoarece numai fâșia aflată de-a lungul Transsiberianului era în mâinile contrarevoluționarilor și ale voluntarilor, iar din restul teritoriului veneau atacuri bolșevice asupra localităților și gărilor, s-a format, astfel, în mod practic, un al doilea front de-a lungul căii ferate. Activând atât în direcția vest, cât și de-a lungul căii ferate, românii s-ai implicat, astfel, în Războiul Civil Rus.
În 1919 tot acest amestec de trupe destinat, inițial, refacerii Frontului de Est, a avut, astfel, misiunea de a lupta atât împotriva Armatei Roșii, cât și pe acela de a menține siguranța Transsiberianului.

### Origini

#### Începutul
Posibilitățile de reîntoarcere în țară fiind reduse, mulți prizonieri au rămas în Rusia, iar în contextul în care misiunea română – datorită împrejurărilor critice, absolut neprielnice - nu a mai putut  funcționa, Serviciul român de recrutare a voluntarilor s-a desființat  la începutul anului 1918. După ce voluntarii au primit bani în avans pe 2 luni (câte 1.000 de ruble fiecare), aceștia s-au îndreptat, mai întâi, spre Irkutsk, dar au avut a face față multor dificultăți, fiind arestați de două ori ca suspecți de către autoritățile bolșevice și, ulterior, eliberați. În condițiile proximității trupelor Puterilor Centrale, voluntarii, sperând să treacă în România, cu ajutorul consulului român, s-au îndreptat, apoi, spre Moscova. În urma refuzului noilor autorități germane de a elibera permise pentru trecerea prin Ucraina, aceștia s-au văzut siliți să se reorganizeze tot pe teritoriul rus sub forma unui al doilea  Corp de Voluntari, cu rol de reprezentare atât în Rusia, cât și în Franța. La îndemnul colonelului francez Paris, românii au început să formeze așadar un nou corp, independent față de cehoslovaci. În toate direcțiile au plecat propagandiști, destinați a aduna prizonieri pe care să-i grupeze pe unități.
Având calitatea de delegat în Comitetul Central al prizonierilor din Rusia din partea Comisariatului Afacerilor Străine rus, fostul conferențiar-șef al Corpului Voluntarilor Mihail Guiu a depus diligențe pe lângă autoritățile bolșevice în favoarea voluntarilor români care au fost amenințați cu moartea. Astfel, el le-a eliberat legitimații speciale prin care a atestat că aceștia aveau calitatea de membrii ai organizației comuniste românești, ce urmau să facă în lagărele de prizonieri propagandă bolșevică.  Scopul real al acestora însă, urma să fie recrutarea de voluntari pentru cel de-al doilea corp. De asemenea, organizația comunistă la a cărei constituire Gruiu contribuise cu scopul de a contracara influența lui Racovski, i-a susținut cu cazare, alimente și bani pe voluntari, până aceștia au putut să se reîntoarcă în România.
La Iași ca urmare a contribuției Misiunii Militare Franceze, s-a format o celulă secretă cu obiectivul de a organiza și a trece ofițeri voluntari din Regatul României în Siberia. Agenți secreți cu misiunea de a oferi informații referitoare la situația de la fața locului din Ucraina și Rusia, au fost implantați pe parcursul traseului din România până la destinație. Câțiva transilvăneni având ca destinație Samara, au plecat astfel în mici grupuri din Moldova pentru a ajuta la formarea unui nou corp de voluntari dintre prizonierii români ai Armatei Austro-Ungare. Reîntors la Iași după restabilizarea situației românilor din Rusia în iunie 1917, Gruiu a trebuit să plece din nou în Rusia, printre altele și pentru a sprijini trecerea acestor grupuri.

Voicu Nițescu

În calitate de reprezentanți ai guvernului, Voicu Nițescu și Victor Braniște au plecat spre Siberia. În mod secret, un grup de ardeleni deghizați și cu nume schimbate, oficial demobilizați din Armata Română, au fost trimiși în Siberia cu același scop. Aceștia s-au împărțit, la rândul lor, în 3 grupuri, care s-au îndreptat spre Samara, făcându-se prieteni, în funcție de împrejurări, când cu bolșevicii, când cu albii. Printre misiuni, au avut și sarcina de a continua propaganda în rândul transilvănenilor prizonieri, pentru ca aceștia să continue să se înroleze sau să se repatrieze în România. La început, fără resurse financiare semnificative, au primit finanțare prin intermediul cehilor și Misiunii Franceze.  De la Moscova, organizația comunistă română susținută de Guiu a ajutat de asemenea în mod secret cel de-al doilea Corp de Voluntari, prin sprijin financiar sau eliberarea de acte false.
Două centre de adunare a voluntarilor români s-au format: unul pe Volga la Samara și altul la Celeabinsk în Urali. Ca urmare a unei conferințe desfășurate la Moscova, s-a luat decizia ca ofițerii români să se întâlnească pe data de 5 iunie 1918 la Samara, întâlnire care nu a putut avea loc, din cauza luptelor dintre cehoslovaci și bolșevici, decât pe 3 august 1918, la Celeabinsk. Conferința a decis, cu scopul continuării luptei alături de Aliați împotriva Puterilor Centrale, crearea unui al doilea Corp de Voluntari Transilvăneni și Bucovineni. A fost format un Comitet Național Român cu rol executiv și militar, sub conducerea lui Voicu Nițescu. Responsabili pentru principalele compartimente au fost desemnați următorii: Valeriu Dimbu - șef militar; Nicolae Nedelcu - afacerile externe; Simion Gocan - finanțe și Corneliu Vaida - secretar. Sub auspiciile Comitetului, s-a reușit formarea unui prim regiment – numit „Horia”.

#### Înțelegerea cu Comitetul Național Cehoslovac
La data de 24 august 1918 a fost semnat de către Comitetul Național Român o înțelegere de colaborare și sprijin reciproc cu Comitetul Național Cehoslovac. Potrivit acestuia, partea română s-a angajat să organizeze, în scopul eliberării teritoriilor care făceau parte din Austro-Ungaria, un Corp de Voluntari Români, care să fie sub îndrumarea Comitetului Național sau a unui alt organism al Guvernului României. De asemenea, Comitetul Național Român a elaborat regulamentul intern, a organizat instanțele de judecată și școlile de ofițeri. Ofițerii urmau să fie avansați de către Comitetul Național Cehoslovac, la propunerea și cu participarea paritară a Comitetului Național Român. De partea lor, cehoslovacii urmau să sprijine efortul comun – acela de distrugere a Dublei Monarhii. Aceștia s-au angajat să ofere, prin departamentul lor militar, ofițeri - în cazul în care românii nu ar fi avut suficienți, să furnizeze alimente, efecte militare și armament, să aibă grijă de unitățile tehnice auxiliare și să acopere cheltuielile de propagandă și recrutare⁠(d).
Ambele părți urmau să-și pună forțele la dispoziția Aliaților din vest, pentru refacerea unui front al Antantei în Rusia.

#### Gazeta Transilvaniei și Bucovinei și alte publicații
Gazeta de Transilvania a apărut în Siberia, sub numele de „Gazeta Transilvaniei și a Bucovinei” , în data de 13/26 octombrie 1918 – sub conducerea lui Voicu Nițescu, pentru a facilita recrutarea acestor voluntari. Tipărirea ei s-a realizat la tipografia cehă din Ekaterinburg și ziarul a oferit informații prizonierilor români de la Celiabinsk, Irkutsk și Vladivostok, în paginile ei fiind republicată, de altfel, și „Declarația de la Darnița”. Până la sfârșitul anului 1918 au apărut 6 numere (scrise în cea mai mare parte de Voicu Nițescu), iar după mutarea redacției și a ziarului la Irkutsk, în primul trimestru al anului 1919, au mai apărut alte 6 numere (unele dintre ele redactate de Victor Braniște). Din lipsa unei tipografii, ziarul a apărut aici scris de mână și, parțial, șapirografiat. După repatrierea lui Victor Braniște, tot la Irkutsk a apărut Neamul Românesc condus de Voicu Nițescu. Noul ziar a militat pentru aceleași scopuri și a apărut în perioada 1919-1920.
La Irkutsk a mai apărut, în 1919, „Vestitorul”  (scris și multiplicat de mână), iar la Vladivostok, în anii 1920-1921,  Elie Bufnea a scos ziarul „Țara Noastră” (cu titlul scris de mână și cu textul scris la mașină, pe ambele fețe ale hârtiei și multiplicat la indigo sau prin litografiere).

### Toamna și iarna anului 1918
În toamna anului 1918 Armata Roșie a atacat pe frontul de pe Volga, într-un context în care un batalion românesc din Samara apăra flancul stâng al Diviziei 1 Cehoslovace, iar cel detașat în Kurgan păzea orașul condus de un comandament român și regiunea aferentă. La venirea iernii, frontul s-a retras pe linia Urali, astfel că trupele române din Samara, Celeabinsk și Kurgan au fost concentrate la Petropavlovsk – oraș aflat în subordinea unui comandament militar român, pentru organizare și instrucție.
În cursul toamnei și iernii 1918, corpul de voluntari și-a desăvârșit organizarea și și-a precizat misiunea: lupta pentru desăvârșirea idealului național român. La început, efectivul a fost de aproximativ 2.500 de oameni, organizat în 2 batalioane active: „Horia” și „Mărășești”, 2 trenuri blindate cu același nume, 1 batalion de rezervă, o companie de pionieri, un escadron de lăncieri și o companie de stat-major⁠(d). În compunerea corpului au mai fostintegrate un serviciu de intendență și o secție culturală - condusă de către sublocotenentul Augustin Șandru, iar fiecăruia dintre batalioanele operative I și II i-a fost alocată câte o companie de depozit.
După apelul Comitetului Național Român din 15 august, numărul voluntarilor înrolați a ajuns la peste 5.000, organizați în 5 batalioane – unul în Kurgan și patru în Petropavlovsk. Noilor voluntari (veniți în număr mare) nu li s-a putut asigura hrană, îmbrăcăminte, bani și adăpost, astfel că Nițescu a mers pentru a cere ajutor la Ekaterinburg, unde se afla Comitetul Național Cehoslovac – confruntat, însă, și acesta cu aceleași probleme. Demersul a fost, astfel, lipsit de succes.

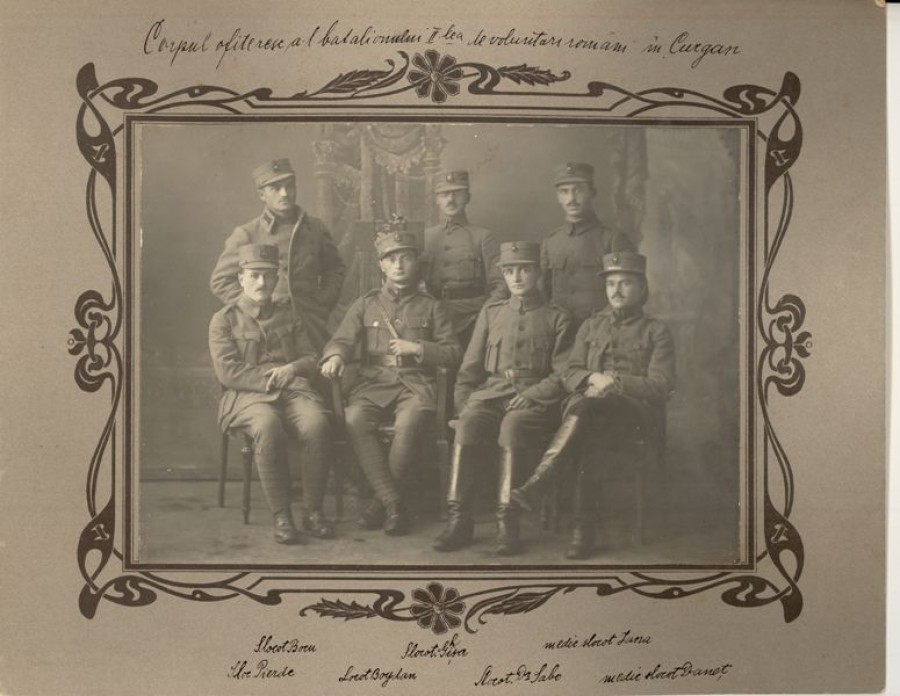
Corpul ofițeresc al Batalionului II de voluntari români în Kurgan

La 29 octombrie 1918, în cadrul unei mari adunări a câtorva mii de voluntari desfășurate la Celeabinsk, a fost citit un răspuns dat „Manifestului către popoarele mele credincioase” al împăratului Carol I al Austriei. Prin acest răspuns, voluntarii români au proclamat despărțirea Transilvaniei, Banatului, Bihorului, Sătmarului, Maramureșului și Bucovinei de Austro-Ungaria, cu scopul de a se alipi la România. În aceeași zi, Comitetul Național Român a trimis Regelui Ferdinand două telegrame:
„ I. Miile de Români din Rusia, originari din Austro-Ungaria, organizați într-un puternic Corp de Voluntari, au aclamat pe Majestatea Voastră de Rege al tuturor Românilor. Ei sunt gata și așteaptă ordinele Majestății Voastre. La 29 octombrie, ei au proclamat desfacerea pământurilor românești de Austro-Ungaria și alipirea lor la România și acum așteaptă ca împreună cu vitejii lor frați din Regat, să încoroneze pe Majestatea Voastră, cât mai curând la Alba Iulia.”
„II. Corpul Voluntarilor Români și Comitetul Național Român din Rusia depun omagiile lor în fața Majestății Voastre cu prilejul continuării războiului din partea României. Românii subjugați din Transilvania, Banat, Crișana, Maramurăș, Sătmar, Bihor și Bucovina sunt mândri de-a fi de aci înainte supușii credincioși ai Majestății Voastre, iar Voluntarii Români din Rusia, urmărind cu încredere și entuziasm înaintarea fraților noștri de sânge și de arme în adâncul moșiei strămoșești așteaptă nerăbdători ordinele Majestății Voastre.”
Confruntat cu dificultăți interne pe fondul lipsei unor ofițeri bine pregătiți și cu autoritate – deoarece la peste 5.000 de soldați existau doar ceva mai mult de 100 de ofițeri, românii au cerut ajutor cehoslovacilor conform convenției semnate cu aceștia. În acest scop, a fost detașat temporar colonelul ceh Eduard Kadlec, pentru a suplini carențele de instruire militară și tehnică ale Corpului. Acesta s-a achitat și de sarcina de a transporta efectivul acestuia la Irkutsk, la sfârșitul anului 1918, pentru a finaliza organizarea și formarea militară a trupelor.
Născut pentru a fi soldat, Kadlec a fost unul dintre cei mai experimentați ofițeri ai Legiunii Cehoslovace. Acesta avea o reputație de abil tactician și de om aspru în ceea ce privește menținerea disciplinei.
În drum spre est, românii s-au dezangajat de frontul Războiului Civil Rus și au avansat spre marea liberă.

### Colonelul ceh Kadlec și conflictul cu Misiunea Militară Franceză

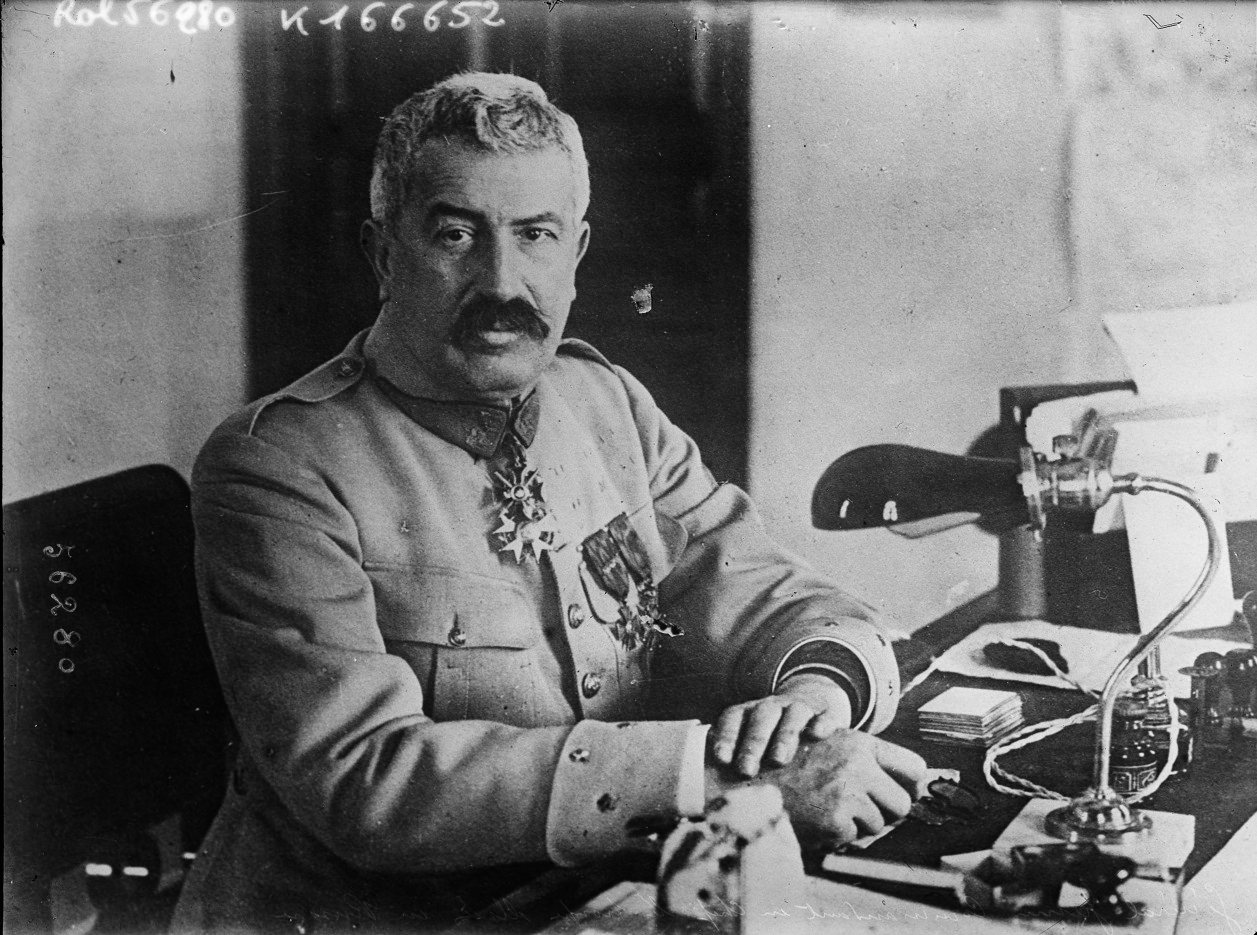
Generalul francez Maurice Janin

Sosiți în cantonament, voluntarii au intrat în conflict cu colonelul Kadlec. Într-un atare situație, conducătorul Misiunii Militare Franceze în Siberia a Consiliului Suprem Aliat – generalul Pierre-Thiébaut-Charles-Maurice Janin i-a solicitat lui Nițescu să se prezinte la Omsk pentru ca acesta să furnizeze explicații și să i se explice contextul frontului siberian. În timpul plecării lui Nițescu, Kadlec și-a format un Stat Major din ofițeri cehi și ruși și a implicat trupele sale în lupte care nu au fost de interes pentru voluntarii români. Ca atare, relațiile dintre Kadlec și români s-au agravat. În urma întâlnirii cu Nițescu, generalul Janin a pus Corpul de Voluntari Români sub comanda directă a Misiunii Militare Franceze, intenționând să-l înlocuiască pe Kadlec cu un ofițer francez.
În timpul întâlnirii cu generalul francez, Nițescu a ținut să scoată în evidență faptul că soldații români ar fi urmat să intervină numai acolo unde interesele lor ar fi fost comune cu cele Aliate, principala problemă a românilor fiind, de fapt, repatrierea întregului contingent de voluntari. Cu toate acestea, însă, pentru a se putea realiza obiectivul scontat, soldații români ar fi trebuit să participe, totuși, la paza singurei căi de transport susceptibile de a putea asigura legătura cu Vladivostokul - Calea ferată transsiberiană).
Conflictul devenind ireconciliabil, un memoriu scris de Voicu Nițescu l-a informat ulterior pe general despre solicitarea fermă a românilor de a le fi schimbat comandantul, astfel că Janin și-a materializat decizia trimițând pe ofițerii francezi Malgrat și Buinsse. Aceștia, însă, în opoziție cu românii, l-au susținut pe ofițerul ceh, insistând ca acesta să conducă în continuare Corpul de Voluntari Români.
Având drept obiectiv urmarea ordinelor venite din România de a evita orice implicare militară care nu ar fi servit interesului național românesc, Consiliul Național Român a intrat în conflict de interese cu colonelul ceh și ofițerii francezi, în contextul în care aceștia au intenționat folosirea trupelor în lupta împotriva bolșevicilor. În ianuarie 1919 Nițescu a plecat în țară pentru a organiza repatrierea voluntarilor și prizonierilor din Siberia, astfel că, ulterior, situația voluntarilor a devenit extrem de dificilă. Kadlec a tratat repetat în mod ofensator membrii Consiliului Național Român și, în fața amiralului Kolceak și a generalului Janin, i-a acuzat pe români de indisciplină în raport cu Comandamentul Aliat și că ar fi de partea austriecilor și bolșevicilor. În 19 februarie 1919 Kadlec a fost destituit din post, dar după mai multe zile de discuții cu maiorul Malgrat și generalul Janin ordinul a fost contramandat. Ulterior, la 23 februarie 1919, printr-o telegramă, Janin a suspendat autoritatea Comitetului Național Român asupra propriilor soldați.

### Transformarea în Legiune și epopeea transsiberiană

#### Tranziția

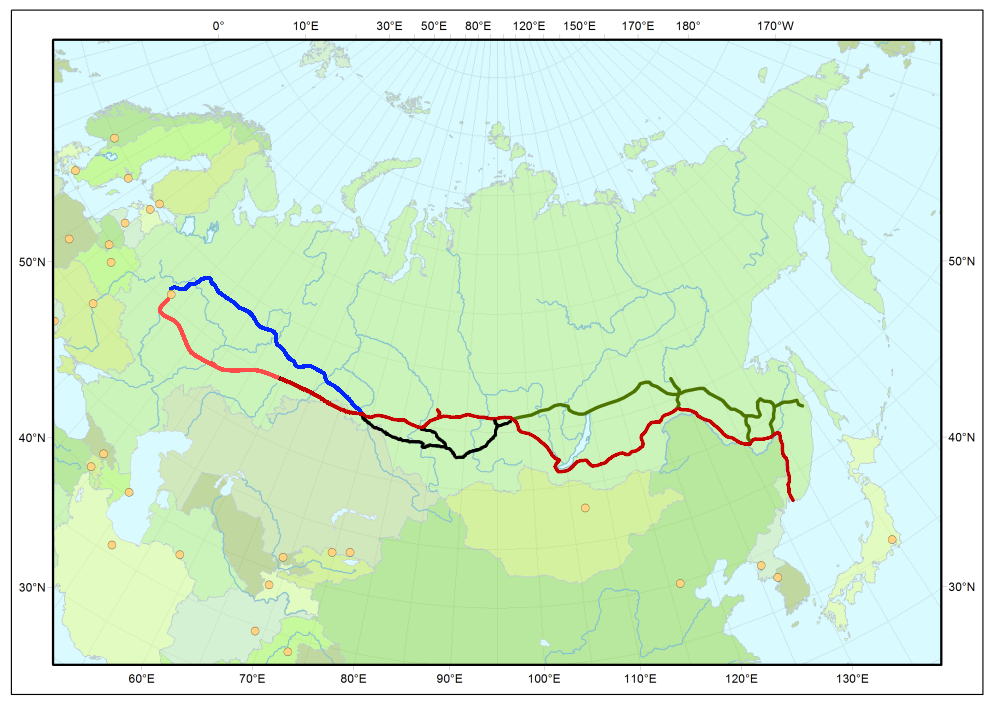
Cale ferată Transsiberiană: traseul istoric – cu roșu.

Pe data de 26 ianuarie 1919, respectivul Corp de Voluntari s-a transformat într-o Legiune a Voluntarilor din Transilvania și Bucovina, care ar fi urmat să acționeze în conformitate cu ordinele Misiunii Militare Franceze din Siberia. În structura acesteia au intrat 3 batalioane: I „Horia” comandat de maiorul Kitchano, II „Mărășești” comandat de maiorul Nosek și III de Rezervă, o companie de pionieri⁠(d), o școală de grenadieri și o companie de Stat Major condusă de către sublocotenentul Manilich. Șef de Stat Major a fost numit maiorul Dubinin. În compunerea fiecărui batalion au intrat patru companii de infanterie, o companie de mitraliere, o unitate de legătură și o companie de depozit. În dotarea Batalionului I au intrat 2 mașini blindate.
Dintre cei 5.000 de voluntari încartiruiți, inițial, la Irkutsk, doar 2.000 au dorit să rămână în noua unitate. Ceilalți fie s-au repatriat în grupuri mici, fie s-au reîntors ca prizonieri în lagăre, aceștia din urmă fiind, ulterior, repatriați după un an de către Misiunea Militară Română condusă de Victor Cădere. Ca efect al reorganizării, din Legiune au dispărut profitorii de situație, speculanții și jefuitorii, rămânând numai personal cu un înalt spirit combativ. Soldații au fost instruiți prin organizarea unor cursuri de specializare în lupta cu grenadele și mitralierele, pentru a face față noilor necesități ale frontului.
Odată Marele Război încheiat, entuziasmul voluntarilor cehi și slovaci a scăzut, majoritatea dorind să se întoarcă în nou înființata Ceholovacie – aflată în pericol. Până la plecarea definitivă, însă, Legiunea Cehoslovacă s-a implicat, totuși, în apărarea căii ferate dintre Novonikolaevsk și Irkutsk. În acest timp, unitățile române au fost folosite pentru paza unor puncte strategice din apropierea orașului Irkutsk și la verificarea taberelor cu prizonieri din armatele Roșie, Austro-Ungară și Germană.

#### Sub ordinele Misiunii Militare Franceze

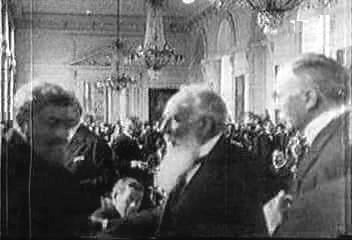
Ion I.C. (Ionel) Brătianu (stânga) la Conferința de Pace de la Paris

Guvernul francez, cu scopul de a implica militar cât mai repede posibil trupele românești ale Legiunii în evenimentele propriu-zise, la Conferința de Pace de la Paris din 1919 a acționat pe lângă conducătorul delegației române Ion I. C. Brătianu. În luna martie a anului 1919 criza provocată de conflictul românilor cu Misiunea Militară Franceză a luat sfârșit, dar de abia pe 10 mai Guvernul României a comunicat generalului Janin acordul său ca Legiunea Română de Voluntari să lupte pentru cauza aliată, sub ordinele Misiunii. Ca efect al acordului de a pune Legiunea să lupte în Siberia, lui Brătianu i-a fost promisă recunoașterea dreptului României asupra Basarabiei de către guvernul amiralului Kolceak. Ca atare, legionarii au primit după o săptămână misiunea de a asigura paza Transsiberianului pe aliniamentul Zima-Tulun-Nijneudinsk-Baironovka-Taișet, în ariergardă pentru a asigura retragerea trupelor cehoslovace spre Vladivostok și pentru ca legăturile cu frontul din Ural și aprovizionarea să nu fie afectate de partizanii bolșevicilor La est și vest se aflau diviziile cehoslovace I cu garnizoana la Irkutsk și, respectiv, III cu garnizoana în Krasnoiarsk. Trupe  albe rusești în regiune se găseau la Ceremhovo – conduse de colonelul  Bogatnau (român basarabean), la Nijne-Udinsk – conduse de colonelului rus Hofman și la Kansk – conduse de atamanul Krasilnikov⁠(d)
Pentru a fi asigurată securitatea căii ferate în zona ocupată de români, pe o fâșie de 10 km de o parte și de alta a acesteia a fost proclamată neutralitatea față de detașamentele partizani. În taiga, însă, regulile au fost, practic, făcute de șefii locali bolșevici (precum Moskvitin, Bici⁠(d), Bezrukii, Ciudonin sau Yakovlenko⁠(d)), astfel că tocmai acest sector s-a dovedit  a fi, cu timpul, cel mai bogat în atacuri, grupele de partizani trebuind să fie împrăștiate sau distruse. Orice deplasare de trupe sau persoane suspecte a trebuit semnalată comandamentelor, în caz contrar, primarii trebuind să răspundă în fața tribunalelor militare. Pedepsele, de obicei, spânzurarea sau bătaia cu cnutul⁠(d) (transformată, după o vreme, într-o bătaie aspră cu bâta) s-au aplicat după codul justiției militare ruse, sentințele fiind semnate, în principal, de către ofițeri ruși detașați în serviciul Legiunii Române.
Sfârșitul lunii mai 1919 a adus și primele confruntări dintre români și bolșevici. Prima expediție – condusă chiar de colonelul Kadlec,  a avut loc în cadrul unei largi operațiuni contra partizanilor coordonată de către Armata Albă. Românii au fost printre primii care au început operațiunea și au avansat în jurul râului Uda⁠(d), iar acțiunea s-a soldat cu o victorie consemnată asupra trupelor lui Grișa Bezrukii. În total, românii au efectuat 37 de expediții pe teritoriul siberian, în care au fost implicate toate unitățile Legiunii. Sprijinind forțele cehoslovace și Gărzile Albe, în lunile iulie și august trupele Legiunii au participat în Gubernia Enisei⁠(d) la acțiuni militare finalizate cu succes, dovedind spre deosebire de trupele cehoslovace și sârbe, o mare capacitate de luptă. Astfel, în august 1919, o expediție pe un teren de aproximativ 500 de kilometri, ce a cuprins localitățile Buzicanovo⁠(d), Dolghii Most⁠(d) și Kucerovo, s-a soldat cu întîlnirea la Kucerovo a unei forțe de 800 de bolșevici, dintre care 150 erau călăreți. Confruntările au durat mai multe zile, au depășit limitele sectorului românesc și au necesitat cooperarea cu gărzile albe.

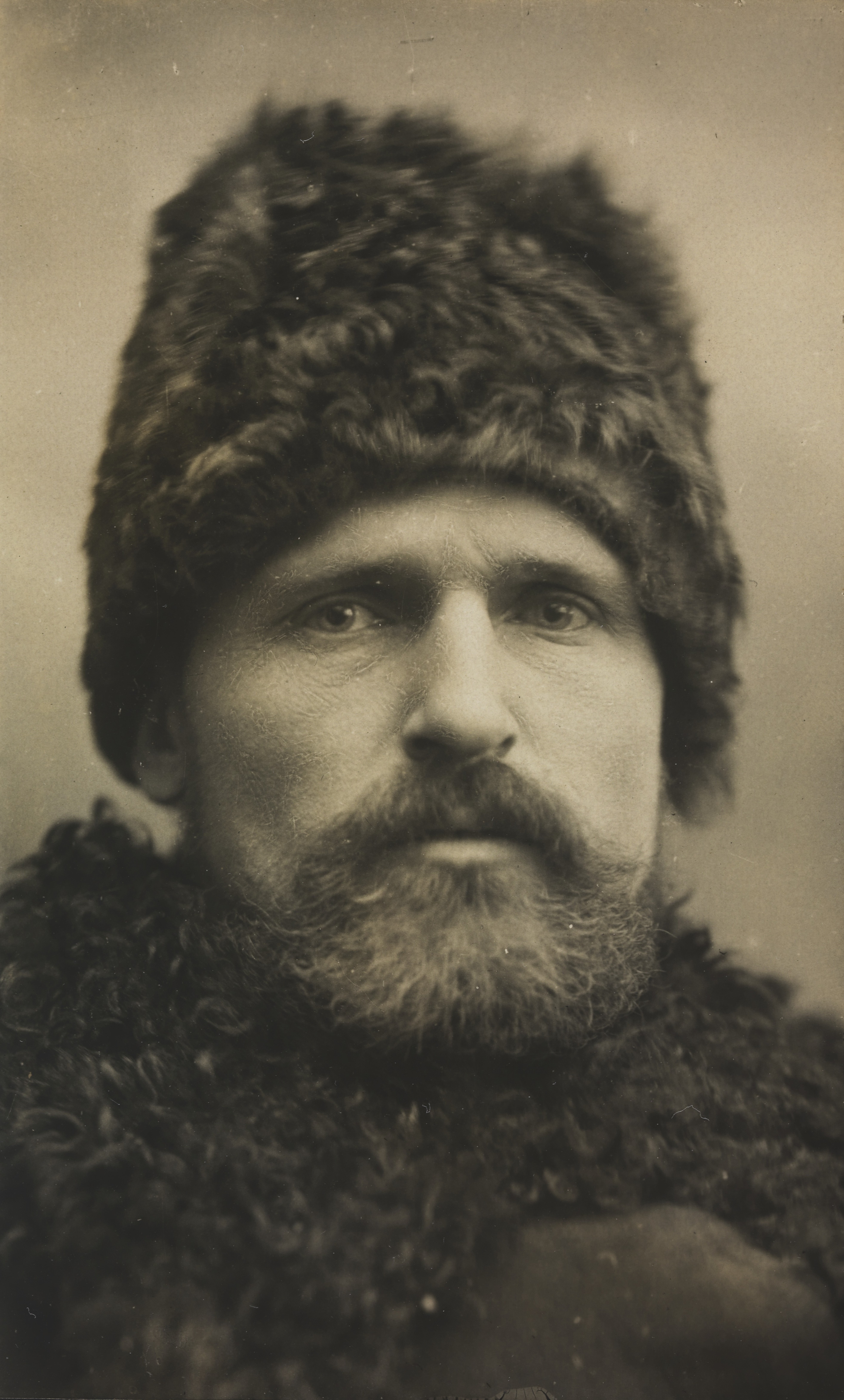
, unul dintre conducătorii trupelor de partizani din regiunea Transsiberianului, cu care Legiunea a avut de furcă.

Situația a devenit,între timp, dificilă, deoarece trupele poloneze (primele care intraseră în contact cu bolșevicii) au fost împinse înapoi, 500 de letoni au fugit și cehoslovacii au refuzat să lupte, pregătindu-se de repatriere. Cu toate acestea, Legiunea Română a declanșat, sub comanda lui Kadlec, o amplă operațiune în plină iarnă, spre nordul căii ferate, cu scopul de a împinge partizanii spre zonele mai puțin populate. Stabilirea la o distanță mare de calea ferată a unei garnizoane românești a determinat declanșarea unor atacuri de hărțuire, care au transformat războiul de manevră într-unul de uzură. Alături de oboseală, gerul siberian de peste - 40 de grade Celsius și lipsa echipamentului adecvat condițiilor existente au determinat retragerea garnizoanei românești din taiga, aceasta favorizând, însă, avansul a aproximativ 800 de partizani spre zona căii ferate. Cu ajutorul Batalionului de Asalt Cehoslovac un atac combinat a fost inițiat împotriva acestora, drept care localitatea Șitkino a fost ocupată. Cu toate acestea, condițiile dificile de teren și climă au continuat să favorizeze menținerea în proximitate a efectivelor de partizani. Dintre acestea, cele conduse de Musakov au fost cele care au cauzat cele mai mari dureroase pierderi legiunii, materializate atât prin ocuparea garnizoanei din nord, cât și prin dezertarea unor voluntari la inamicii bolșevici. Ca urmare, un detașament specializat a primit misiunea de a controla toate trenurile ce treceau prin sectorul românesc și de a face percheziții în garnizoanele unde au fost semnalate intenții de dezertare. Datorită durității lor în luptă, românii au primit de la localnici numele de „Divizia Sălbatică”[N] (rusă Dikaia Divizia).
Încheiat pentru români cu misiuni grele, anul 1919 a adus la Taișet, în 25 decembrie 1919, pe amiralul Kolceak, care, decorându-i pe soldații care au luptat vitejește pentru cauza Aliaților în Siberia, a recunoscut astfel existența Legiunii Române. Până în acel moment, Legiunea avusese – pe fondul chestiunii Basarabiei, doar un statut privilegiat datorită protecției Armatelor Aliate.

#### Retragerea
Totuși, românii au fost obligați, după un timp, să se ralieze politicii de neintervenție a trupelor cehoslovace . La 19 ianuarie 1920 Legiunea s-a putut îmbarca în trenuri pentru a porni să se retragă, lent, spre est. La Nijneudinsk, Legiunea iugoslavă a fost distrusă de Armata Roșie și trupele cehoslovace nu au intervenit, retrăgându-se pe calea ferată. Ajunsă în gara Azei, la 3 februarie 1920, avangarda bolșevică - formată din 2 regimente de infanterie (6 batalioane cu un efectiv de 3000 de baionete), 3 escadroane de cavalerie, precum și din artilerie - s-a găsit la câțiva kilometri spre vest de câteva trenuri cehoslovace aflate în gara Șeragul, unde se aflau și batalionul românesc „Mărășești” cu trenul său blindat, escadronul de lăncieri ai Legiunii și un detașament de distrugere din compania română de pionieri. Trupele de lăncieri de recunoaștere trimise de români spre vest au fost distruse, iar în noaptea de 3 spre 4 februarie o brigadă rusă a atacat dinspre nord-vest satul Traktovaia, de unde batalionul cehoslovac care asigura localitatea s-a retras. Ca efect, românii au fost atacați prin surprindere în gara Șeragul, angajând o luptă în urma căruia rușii au putut fi respinși înapoi dincolo de Traktovaia. A doua zi, rușii au încercat din nou să angajeze lupta la Kuitun – aflat mai spre vest, pentru a încercui Legiunea, dar au fost respinși. Tot în 4 februarie, după aruncarea în aer a gării Șeragul, eșaloanele român și cehoslovac și-au reluat retragerea.
Retragerea a fost continuată metodic, românii din ariergardă – caracterizați de o disciplină admirabilă - au aruncat gările în aer, au distrus rezervoarele de apă din gări, au minat pădurea de lângă șinele de cale ferată, au doborât stâlpii de telegraf și au tăiat firele de comunicații. Ofertele de armistițiu au fost, pe moment, declinate de români, aceștia aflându-se ca parte integrantă a unui efort de război dispus de Misiunea Militară Franceză a Consiliului Suprem Aliat. Un astfel de răspuns a fost remis trupelor bolșevice pe data de 4 februarie 1920, sub forma unui comunicat:
„Legiunea Română de Voluntari Transilvăneni-Bucovineni este parte integrantă a Armatei Regale Române, cu care, după cum știm, sunteți în stare de război. În această situație, noi, aici în Siberia, nu vrem să jignim trupele românești, cari luptă pe linia Nistrului! Adresați-vă pentru armistițiu cehoslovacilor !”

#### Armistițiul
Deși în iarna 1919-1920 luptele dintre voluntari și trupele comuniste s-au intensificat, atât datorită câștigării luptelor defensive de către trupele de ariergardă, cât și a imposibilității soldaților Armatei Roșii de a obține un avantaj decisiv, s-a încheiat un armistițiu între cele două părți, semnat, la 7 februarie 1920, de către bolșevici și cehoslovaci, cu includerea în acesta a trupelor române. Ca urmare a acestuia, trupele bolșevice s-au angajat să rămână 50 de kilometri în urma trupelor de ariergardă și să înainteze spre est doar pe măsura valorificării posibilităților de retragere ale Legiunii Române.
Este de menționat că pe parcursul anului 1919, victoriile trupelor Armatei Roșii, intervenția în Siberia a trupelor japoneze și înfrângerea contingentului antibolșevic rus condus de către amiral Kolceak au condus la încheierea, atât pe plan local, cât și general a unei serii de armistiții, ceea ce a determinat instalarea unei stări de pace relativă  și la valorificarea posibilității de repatriere a unor contingente naționale de prizonieri și voluntari.
În continuare, românii au rămas să asigure apărarea în ariergardă până ce a fost realizat transferul complet al trupelor de voluntari din Transbaikalia. Un timp, ariergarda în Irkutsk și vecinătăți a fost asigurată de către cehoslovaci, garda căii ferate de lângă lacul Baikal și paza tunelelor fiind preluate de români până în Transbaikalia, unde se făcea contactul cu trupele japoneze.

### De la Vladivostok spre casă

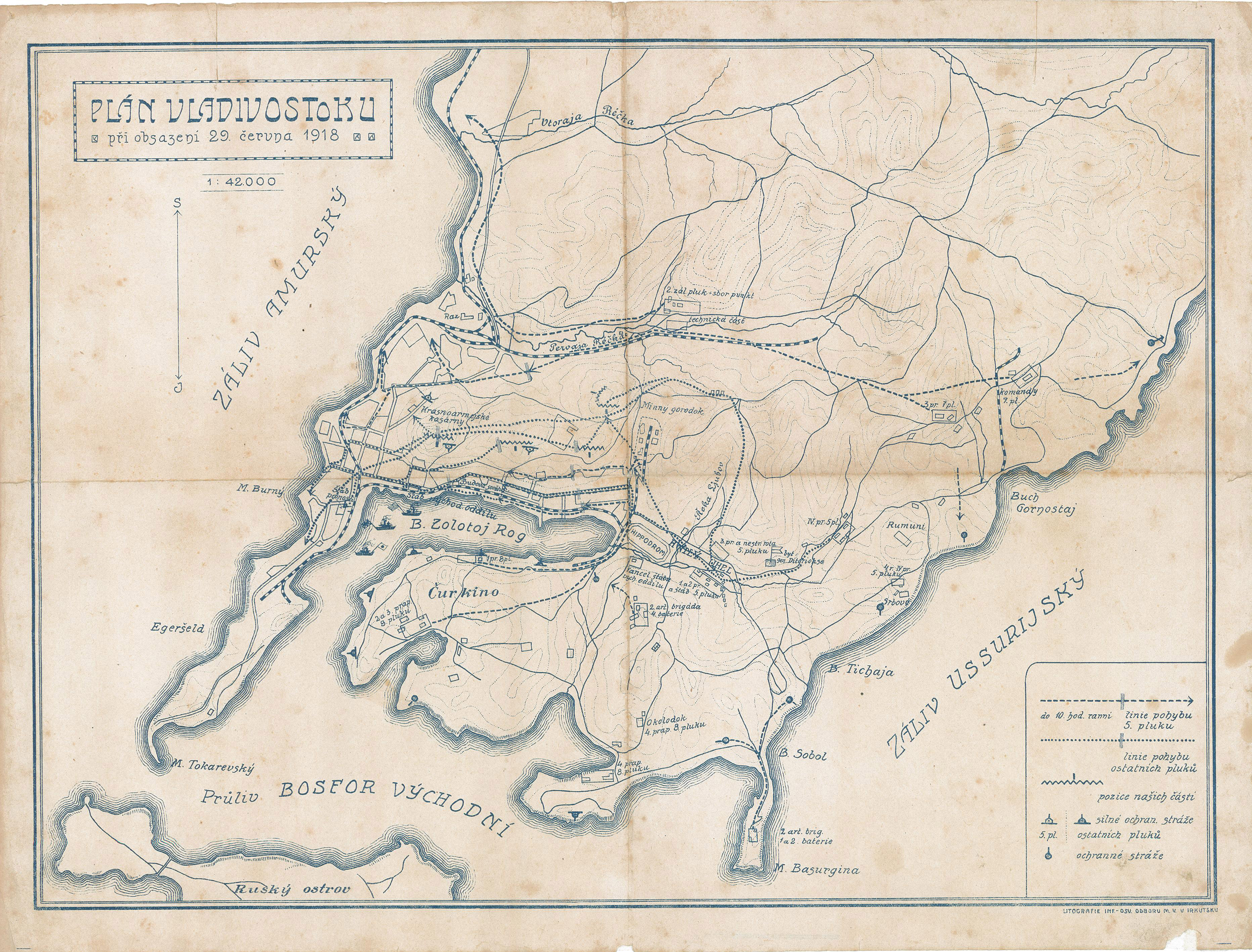
Hartă cehoslovacă din iunie 1918 a Vladivostokului

Situația importantului contingent de prizonieri transilvăneni și bucovineni proveniți din armata austro-ungară aflați pe teritoriul rus, sub raportul juridic al aflării lor în respectivul spațiu geografic, diferea în funcție de statutul lor: fie înrolați în Legiune alături de Corpul expediționar aliat, fie (cei mai mulți) aflați în continuare ca prizonieri, suportând toate consecințele statutului în cauză. România, în contextul intrării în compunerea ei a noilor provincii,[O] în anul 1919, a preluat repatrierea tuturor acestora – atât a celor situați în partea europeană a Rusiei, cât și a celor din Siberia.
Această repatriere a avut un caracter amplu și complex, implicând dificultăți de regrupare și deplasare a acestora, precum și de asigurare a finanțării operațiunilor. În sprijinul acestei acțiuni au venit Guvernul României, reprezentanții militari români din Rusia, precum și serviciul de Cruce Roșie. Prin grija statului român au fost, astfel, repatriați de pe teritoriul rus un total de circa 23.000-24.00 de persoane (peste 20.500 de ardeleni, 2.400 de bucovineni și câteva sute de persoane – membri ai familiilor de ofițeri, basarabeni, precum și alții).

#### Demersuri diplomatice
Generalul Janin – care comanda forța expediționară aliată antibolșevică din Siberia, a estimat, în martie 1919, un număr de 10.000 de prizonieri de origine română încă prezenți în arealul siberian, incluzându-i și pe cei înrolați în Legiunea Română. Numărul de prizonieri români luat în calcul de către Guvernul Român în demersurile sale diplomatice inițiale a fost, însă, de 15.000, număr avansat în primăvara anului 1919 de către  Comitetul Național Român din Siberia, aproximativ în aceeași perioadă și coroborat cu alte informații.
Ulterior, succesiv unor inițiative private privind repatrierea materializate prin eforturile câtorva state și ca urmare a rezultatului unor negocieri desfășurate sub auspiciile Conferinței de Pace de la Paris, în septembrie 1919, Consiliul Suprem Aliat și-a asumat organizarea, coordonarea și finalizarea repatrierii tuturor „legiunilor” naționale și a prizonierilor de război aflați pe teritoriul siberian. Deși vasele necesare repatrierii ar fi urmat să cadă în sarcina Consiliului Suprem Aliat, toate celelalte amănunte privind transportul și întreținerea ar fi urmat să fie rezolvate de guvernele în cauză. Luând act, la 1 octombrie 1919, printr-o adresă a ministrului francez de Externe Stephen Pichon , de prevederile celor hotărâte, Guvernul Vaida Voevod, la 31 decembrie 1919, prin Decizia nr. 3.154, a hotărât atât redirijarea a 100.000 dolari colectați de comandorul Pantazi (în calitate de comisar al guvernului român în America pentru acoperirea cheltuielilor de repatriere), cât și înființarea unei Comisii Militare Române în Siberia. Aceasta a fost constituită la 20 ianuarie 1920 din căpitanul doctor Victor Cădere (ca însărcinat guvernamental cu depline puteri și grad de maior asimilat) și din sublocotenentul medic Raul Alevra, cei doi urmând a fi agreați de către Comandamentul japonez de la Valdivostok și atașați pe lângă generalul Janin. Din păcate, mandatul comisiei, anume acela de a urgenta repatrierea prizonierilor ardeleni aflați în Siberia a fost comunicat numai lui Cădere, ceea ce a dus la o cooperare defectuoasă în ceea ce privește scopul propus.
Plecați din Paris în data de 31 ianuarie 1920, Raul Alevra a ajuns, la începutul lunii aprilie, la Vladivostok (pentru a începe misiunea de informare în ceea ce privește situația reală a trupelor și prizonierilor români, precum și a măsurilor luate pentru concentrarea și aprovizionarea acestora în Vladivostok), iar Victor Cădere a sosit, la jumătatea aceleiași luni, la Harbin, pentru a lua contact cu generalul Janin. Din cei 100.000 de dolari promiși cei doi nu au primit decât de un sfert, pe drum aceștia fiind informați de către diverși reprezentanți aliați de dinamica situației militare  și politice siberiene, precum și de modificările intervenite în planul inițial al repatrierii (numai contingentul luptătorilor români urmând a fi adus în țară, cu ajutorul marinei engleze).
În momentul tranzitării Japoniei de către cei 2, armistițiul încheiat cu bolșevicii care stăpâneau aproape toată Siberia era fragil. Forța de intervenție aliată – în cadrul căreia se afla încadrată și Legiunea Română din Siberia, se afla în retragere de lângă Baikal spre Vladivostok. Japonezii constituiseră o forță de 7-8 divizii neangajate în luptă în jurul Vladivostokului, iar contingentul american se pregătea pentru îmbarcare, grupat fiind într-o zonă limitrofă portului. Doctorii Nicolae Nedelcu și Simion Gocan – membri ai conducerii Comitetului Național Român din Siberia și desemnați, inițial, de către Vaida Voevod ca prima „misiune oficială română în Siberia”, părăsiseră deja Rusia cu ultimul vas al contingentului italian.
La sosirea Comisiei, programul englez de evacuare a voluntarilor nu era încă definitiv stabilit, iar francezii (care coordonau în acel moment preparativele repatrierii) considerau această acțiune ca fiind posibilă în cursul lunii iulie (numele și capacitățile vaselor atribuite respectivei acțiuni fuseseră deja comunicate de către englezi la 10 aprilie 1920).

#### Finalul retragerii
La Harbin, maiorul Cădere, în data de 16 aprilie 1920, a preluat de la colonelul ceh Eduard Kadlec prin hotărârea generalului Janin, comanda Legiunii de Vânători Ardeleni și Bucovineni (redenumită astfel între timp). A preluat, astfel, întreaga răspundere a contingentului de voluntari români, precum și a celorlalți prizonieri supuși români și a obținut aprobarea înființării unei baze române la Vladivostok, precum și promisiunea formală a comandamentului francez de urgentare a repatrierii. Subiectul repatrierii prizonierilor supuși români neînrolați voluntar în Legiune a fost lăsat pentru o analiză ulterioară.
La 20 aprilie 1920 Janin a fost rechemat în Franța și a lăsat comanda generalului Lavergné (comandantul bazei militare de la Vladivostok), care nu s-a opus măsurilor luate de predecesorul său. Din mers, în același interval de timp cu sosirea Legiunii aflate în retragere de-a lungul Transsiberianului spre Vladivostok, la Harbin, maiorul Victor Cădere a început organizarea unui Stat Major propriu care să-l ajute în acțiune și a trecut serviciile sanitar, de intendență și cultural ale Legiunii în subordine directă.
Transportată în cinci eșaloane feroviare și două trenuri blindate, Legiunea continua să formeze ariergarda corpului expediționar și a ajuns, în 18 mai 1920, la Vladivostok,  în pofida unor manevre de întârziere coordonate de cehoslovaci – care controlau traficul feroviar în sector și au oprit eșaloanele în stația feroviară Pogranicinaia (la jumătatea distanței dintre Harbin și Vladivostok). Aceste manevre neloiale de întârziere a retragerii Legiunii au fost întreprinse de cehoslovaci cu scopul de a ocupa ei primele locuri destinate evacuărilor din lunile mai și iunie.
Datorită succeselor române în confruntarea cu Armata Roșie și pentru determinarea și curajul dovedite în luptele cu bolșevicii, în 10/23 mai 1920, militarii Legiunii au fost decorați la Vladivostok cu 68 de decorații ale Puterilor Aliate (franceză, engleză, italiană și cehoslovacă). În aceeași dată au primit de la conducătorul misiunii militare drapelul unității și au depus din nou jurământul de credință României reîntregite și Regelui Ferdinand, după care Regimentul 9 cehoslovac a intonat ,,Imnul Regal”. Serviciul divin și sfințirea drapelului s-au petrecut în fața catedralei din localitate, ceremonia fiind oficiată în limba română de către un preot militar rus care servise pe frontul din Dobrogea. Cu prilejul ceremoniei de decorare, a fost redactat un act trimis Majestății Sale Regelui:
„În anul una mie nouă sute douăzeci, de la Cristos, luna Maiu, ziua douăzeci și trei, stil nou, la Vladivostok, în captivitate fiind, departe de căminele dragi, de codrii străbuni, de apele curate, de glia roditoare și scumpă a Patriei, românii din patru unghiuri, alcătuiți într-un corp de luptători voluntari, încă din vara anului 1918, păstrînd cu sfințenie fala strămoșească și cinstind prin fapta lor numele românesc, după multe suferințe, ajungînd a vedea calea spre Patrie deschisă, urmași ai Moților, ai Grănicerilor, ai Sucevenilor, ai Bănățenilor și ai Orheilor, ca oaste românească au jurat cu sufletul curat, cu dreapta pe drapelul Neamului, credință ostășească și cetățenească Prea Înaltului Rege Măriei Sale Ferdinand I al tuturor Românilor.”

#### Îmbarcarea și drumul spre casă
Odată sosite în portul de îmbarcare, efectivele Legiunii, cu ajutorul Misiunii Franceze, au fost echipate cu haine de vară, iar cazarea s-a făcut într-o cazarmă cu trei etaje disponibilizată de către generalul Lavergné, asistența sanitară fiind asigurată de către „Trenul sanitar” al Crucii Roșii Americane. Între timp, sublocotenentul Raul Alevra obținuse pentru repatriere un fost cargou canadian transformat (numit „M.S. Dollar” și cedat, inițial, contingentului ceh), care ar fi urmat să meargă pe ruta Vladivostok – Halifax (Canada) – Triest. În urma intervenției suplimentare a maiorului  Victor Cădere, contingentul român a primit, însă,  la 14 mai, o ofertă mai bună, în dauna cehilor, reprezentată de vasele de pasageri „Trás-os-Montes” și „Huntsgreen” cu o capacitate totală de 3.100 pasageri, cu un traseu mai scurt, prin Canalul Suez, și care urmau să fie în port la începutul lunii iunie.
Contingentul român având circa 2.500 de militari, restul celor 600 de locuri au revenit, printr-o complicitate tacită cu decidenții francezi, prizonierilor supuși români adunați din lagărele din Primorie sau aflați dislocați în zonă. Aceștia au fost îmbrăcați în haine militare românești, fiind trecuți în evidență ca voluntari „întorși din detașare” și au fost destinați îmbarcării în calitate de „trupă română” pe al doilea vas. Mai devreme decât fusese estimat, în luna mai, Comisia Militară Română a început evacuarea voluntarilor cu destinația Constanța. Astfel, la 25 mai a plecat spre casă vasul Trás-os-Montes cu 1.724 de persoane (74 ofițeri, 1.595 subofițeri, gradați și soldați și 55 de civili membri de familie, inclusiv colonelul pe  Eduard Kadlec, fostul comandant al Legiunii Române), iar în 1 iunie 1920 nava Huntsgreen cu 1.106 de persoane (758 de legionari: 40 de ofițeri și 718 subofițeri, gradați și soldați și 310 prizonieri supuși români alături de 38 de civili membri de familie – sub eticheta de voluntari „întorși din detașare”).
Legionarii din primul transport s-au transbordat la Port Said pe vasul Tellonic, cu care au sosit la Constanța, în 5 iulie, iar în 19 iulie, la București, au defilat solemn în fața Regelui Ferdinand – prezent fiind și colonelul Kadlec, care după aceea, în scurtă vreme, s-a întors acasă, în Cehoslovacia.
În rapoartele sale către oficialitățile române, maiorul Victor Cădere a solicitat ca aceste două prime transporturi de repatriere să fie catalogate „numai de voluntari”, menționând și că a reușit să obțină încă 120 de locuri via Triest și aflate în sarcina guvernului englez, „pentru cei ce au făcut serviciu pe la misiunile aliate”. Ulterior, V. Cădere a solicitat ca și acest al treilea transport făcut pe 25 august 1920 cu vasul american „President Grant” – înaintea celor care i-au readus în Europa pe militarii austrieci - să fie considerat alcătuit complet  din militari români (pe vas au revenit în țară 116 dintre prizonierii mai bătrâni și bolnăvicioși adunați în baza română de la Vladivostok, alături de un ofițer și trei soldați voluntari ai Legiunii ieșiți din spital – în total 30 ofițeri și 90 subofițeri, gradați și soldați).
Restul de prizonieri rămași pe teritoriul siberian, oficial ar fi urmat să cadă exclusiv în sarcina oficialităților române. La 28 august 1920 Misiunea Militară Franceză din Siberia și-a încheiat activitatea, cei 2 ofițeri rămânând încă un timp pe lângă consulul francez, spre a lichida ultimele chestiuni. Cu această ocazie  a luat sfârșit și activitatea Comisiei Militare Române de repatriere a Legiunii (aceasta fiind repatriată în integralitatea ei de 2466 militari, din care 122 ofițeri și 2344 subofițeri, gradați și soldați). Cele 3 transporturi au ajuns fără pierderi umane la Constanța în 4 și, respectiv, 7 iulie, iar la Triest în 15 octombrie 1920. Un mic număr de voluntari a rămas totuși pe drum, făcându-și rosturi fie familiale, fie sociale prin Siberia sau prin Statele Unite ale Americii. Câțiva români au ajuns chiar până în China, cum s-a întâmplat cu câțiva tineri urcați în trenul consulului francez din Vladivostok, care s-au alăturat unuia dintre regimentele coloniale din Tien-Tsin ale Legiunii Străin e.
Misiunea a contribuit și la salvarea unei cantități semnificative de materiale de război depozitate la Vladivostok, care fuseseră comandate de România în Franța, Anglia și SUA și care nu ajunseseră la destinație din cauza izbucnirii revoluției. Materialele în cauză împreună cu o parte din materialul Legiunii au fost vândute, banii obținuți cu această ocazie fiind aduși de către voluntari în țară. De asemenea, a acordat asistență materială unor deportați din Basarabia sau unor coloniști basarabeni din Extremul Orient.
Pentru meritele lor, voluntarii români din Siberia au primit de la Aliați: 30 de medalii franceze, 40 de cruci de război cehoslovace, 31 decorații rusești, 7 decorații engleze și italiene, iar de la Statul român medalii și ordine precum „Steaua României”, „Coroana României”, „Virtutea Militară”, „Bărbăție și Credință”. Tuturor românilor combatanți în Siberia le-a fost conferită „Bareta specială Siberia”, pentru a fi atașată „Crucii Comemorative a Războiului 1916-1918”.

## Voluntarii după reintrarea României în război
La Marea Adunare Națională de la Alba Iulia, Corpul de Voluntari a fost reprezentatat de o delegație condusă de Victor Deleu, acesta fiind ales în Biroul Marii Adunării.
Odată cu instituirea puterii Consiliului Dirigent în Transilvania, Partidul Național Român (și din cadrul acestuia în special Iuliu Maniu) s-a opus, inițial, din motive politice, remobilizării Corpului de Voluntari. Cu toate acestea, Corpul Voluntarilor a fost reînființat la 1 noiembrie 1918, moment în care s-a hotărât și remobilizarea acestuia. Unitățile sale au fost puse, ulterior, în 3 decembrie 1918, la dispoziția Consiliului Dirigent din Sibiu,. Pe lângă Președinția acestuia s-a înființat, la 11 decembrie 1918,  „Serviciul Corpului Voluntarilor Ardeleni”, care a preluat de la Serviciul central din București arhiva și gestiunea Corpului Voluntarilor. Pe fondul derulării rapide a evenimentelor, voluntarii au fost lăsați, temporar, la vetrele lor, pentru a-și regăsi familiile după patru ani de război și pentru a întări Gărzile Naționale Române. După o lună – prin Ordinul de chemare nr. 167/1919 au fost din nou rechemați pentru a sprijini din cadrul Armatei Române, preluarea teritoriului transilvănean. Pe măsură ce foști prizonieri din Rusia au sosit în țară, aceștia au fost chemați să sporească efectivul lupătorilor transilvăneni.
Organizarea noilor unități de voluntari a fost încredințată tot lui Victor Deleu, în calitatea sa de secretar al Resortului Internelor din Consiliul Dirigent, soldații unităților dându-și singuri denumirea de „Voluntarii lui Deleu”. Militar și el provenit de la Darnița, compozitorul Constantin Savu a compus un marș al voluntarilor, aceștia participând efectiv alături de Armata Română la curățirea teritoriului național de trupele maghiare.
După eliberarea Ardealului și instaurarea administrației românești pe întregul teritoriul al României Mari, la 6 iulie 1919 Corpul Voluntarilor a fost definitiv demobilizat, în cadrul unui eveniment festiv organizat la Sebeș.

## Parcursul postbelic

Mica Antantă

În perioada de existență a Consiliului Dirigent, prin intermediul administrației județelor, foștii voluntari au primit, ulterior, din inițiativa lui Victor Deleu, sume de bani necesare acoperirii multor nevoi.
Dupa război, voluntarii români (incluzându-i și pe cei proveniți din Franța sau Italia) s-au organizat în „Uniunea Foștilor Voluntari din Războiul pentru Întregirea Neamului” și au editat „Gazeta voluntarilor”, organ de presă care a apărut între anii 1923 și 1937. Președinte al Uniunii Foștilor Voluntari a fost ales comandantul de la Darnița – fostul sublocotenent Victor Deleu, funcție pe care a deținut-o până la sfârșitul vieții.
Implicat în activități sub acoperire în Rusia și Ungaria care au constat în suprapavegherea organizațiilor internaționale bolșevice în care se aflau români, Mihail Guiu a fost denunțat în anul 1920 în fața Consiliului de Război al Corpului 7 Armată de la Sibiu de persoane care nu i-au cunoscut adevărata activitate, ca fiind trădător de patrie. Voluntarul a fost astfel târât timp de 5 ani în procese și cu dificultate a reușit să-și dovedească nevinovăția.
În perioada 29-30 septembrie 1923, la Bratislava a avut loc un Congres al foștilor voluntari din România, Cehoslovacia și Iugoslavia, unde s-a hotărât crearea unei Federații a tuturor voluntarilor din țările Micii Antante. Această organizație a fost creată, în cele din urmă, la 30 decembrie 1923, a ținut congrese până în anul 1935 și a avut secretariatul la Praga. În 1933 Victor Deleu a fost ales in funcția de președinte al Micii Antante a Voluntarilor.
În 1936, medalia Ferdinand I cu spade pe panglică a fost oferită în semne de recunoaștere militarilor din Corpul Voluntarilor Români Ardeleni-Bucovineni și celor din Legiuni.
După intrarea trupelor sovietice în România spre sfârșitul celui de-Al Doilea Război Mondial, voluntarii ardeleni din Prima Conflagrație au avut de suferit. Aceștia și-au pierdut gradele militare și au îngroșat rândurile celor încarcerați în penitenciarele României comuniste.

## Neclarități și controverse
Într-un articol publicat în revista Czech Military Review nr. 3/2001, Zdeněk Vališ a afirmat că predarea comenzii Legiunii Române din Siberia către comandantul român, s-a făcut de abia după debarcarea de la Constanța a primului eșalon al acesteia.

## Studierea subiectului
Subiectul voluntarilor români din Rusia a beneficiat de apariția unor memorii și însemnări impregnate de impresiaprovocată  autorilor de cele trăite pe front, chiar din timpul desfășurării acțiunilor (într-o mică măsură, însă). Lucrările apărute după Primul Război Mondial au beneficiat de un grad mai mare de obiectivitate, însă s-au rezumat, în perioada interbelică – cu puține excepții, doar la memorialistica unor foști voluntari sau a unora dintre cei care au fost implicați în organizarea acestora.
În România comunistă, fenomenul voluntariatului român în Marele Război – cu predilecție a celui din Rusia anilor 1917-1920, a fost în cea mai mare parte trecut sub tăcere. Puținele însemnări consemnate în această perioadă au încercat să scoată în evidență, în mod deosebit, adeziunea acestor voluntari la ideile Revoluției din Octombrie, ignorând, de fapt, caracterul anti-centralist și anti-bolșevic al acțiunilor acestora. Deși adeziunea unora dintre voluntari la ideile comuniste a fost o realitate, aceasta nu s-a produs în modul exagerat înfățișat de literatura anilor 1945-1965. După 1968 au apărut lucrări noi, care de această dată au cuprins și date despre voluntarii români din Rusia. Accentul în această epocă a fost pus pe reliefarea unității politice și de luptă a voluntarilor pentru înfăptuirea statului național unitar român.
După căderea regimului comunist, deși au fost publicate lucrări importante (inclusiv cu caracter colectiv) consacrate  voluntariatului militar din Primul Război Mondial, totuși acest fenomen, în pofida semnificațiilor sale politice, militare și morale, este încă incomplet și fragmentar tratată în istoriografia  românească.
Cercetarea actuală este îngreunată de lipsa concentrării materialului arhivistic într-un singur fond, aparținător structurilor de voluntari care l-au creat, categorii întregi de documente ale acestora aflându-se patrimoniul diferitelor muzee, biblioteci și direcții județene ale Arhivelor Naționale ale României.